# Expédition Balmis

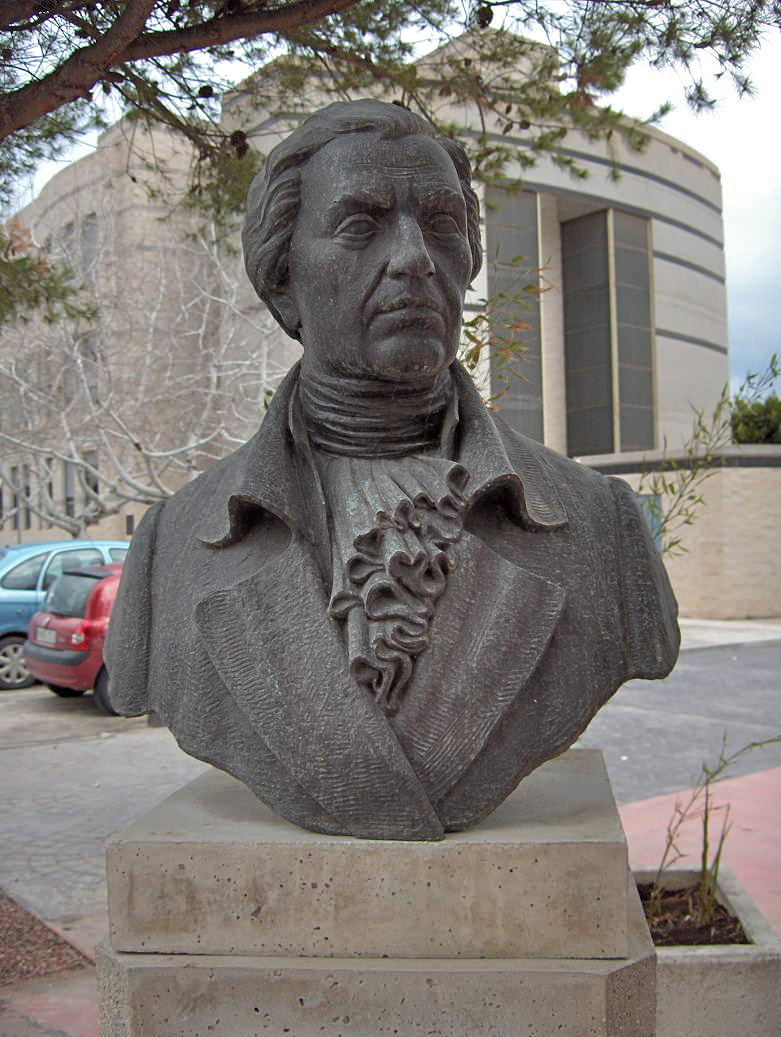
Buste de Francisco Javier Balmis devant la faculté de médecine de l'UMH à San Juan de Alicante.

L’expédition royale philanthropique de vaccination (en espagnol Real Expedición Filantrópica de la Vacuna), communément appelée expédition Balmis d’après le nom du médecin espagnol Francisco Javier Balmis qui la dirigeait, était une expédition à caractère philanthropique chargée par le pouvoir central espagnol de mener une campagne de vaccination anti-variolique de masse dans tout l’Empire espagnol, où la variole restait très active et faisait de nombreuses victimes. 
L’idée d’une telle expédition naquit en mars 1803, peu d’années après la découverte de la vaccination par Edward Jenner, et un plan d’exécution fut bientôt conçu par le médecin espagnol - guatémaltèque José Felipe Flores. L’approbation royale obtenue, et un système de financement sur fonds publics établi, la future expédition fut placée sous la direction exclusive du médecin de cour Balmis, homme de science réputé et rigoureux, qui possédait une connaissance approfondie de la vaccination jennérienne pour l’avoir pratiquée à Madrid (et accessoirement pour avoir traduit un ouvrage de Moreau de la Sarthe sur le sujet). L'expédition accomplit entre 1803 et 1814, au départ du port de la Corogne, un voyage autour du monde, afin d’apporter le vaccin anti-variolique dans tous les territoires ― y compris les Philippines ― de ce qui était alors l’Empire espagnol. L’équipe expéditionnaire se composait de Balmis (directeur), du jeune médecin espagnol José Salvany y Lleopart (sous-directeur), d’une dizaine de professionnels de la santé, d’un groupe d’enfants vaccinifères (c'est-à-dire porteurs vivants et temporaires de la variole bovine, et se transmettant celle-ci successivement l’un à l’autre de bras à bras) servant de réservoir de vaccine, et, pour prendre soin d’eux, de l'intendante d’un orphelinat, seul membre féminin de l’expédition. 
Le périple, qui se déroula selon un itinéraire préétabli mais ajusté au fur et à mesure, allait comprendre une première partie où l’expédition fut conjointe (Canaries, Porto Rico, Venezuela), et une deuxième, où, après scission de l’expédition à La Guaira, deux équipes suivront chacune leur itinéraire propre : celle, emmenée par Balmis, desservira le Mexique et, de là, passera aux Philippines ; l’autre, sous le commandement de Salvany, descendra vers le sud, visitant la Nouvelle-Grenade, Quito, le Pérou et le Haut-Pérou (actuelle Bolivie), où le sous-directeur, très éprouvé par le voyage et malade, connaîtra une fin tragique. En même temps, au sein de ces itinéraires distincts, se produiront de constantes subdivisions en groupes plus petits, à l’effet de donner plus d’ampleur et de dynamisme à la diffusion de la pratique vaccinale. De façon générale, l’accueil réservé aux expéditionnaires, tant par les autorités que par la population, fut excellent, même si çà et là, le pouvoir local se montra réticent et la population méfiante, souvent par suite d’une commercialisation de la vaccination, antérieure à la venue de l’expédition et mettant à mal la gratuité ― explicitement prescrite par la cédule royale afférente ― de la campagne.
La mission des expéditionnaires était double : il s’agissait non seulement d’introduire le vaccin contre la variole, mais aussi de mettre en place toute une organisation propre à assurer la perpétuation sur plusieurs générations de la lymphe vaccinale, ce qui à cette époque, en l’absence de techniques de réfrigération, nécessitait une chaîne ininterrompue et bien réglementée d’enfants vaccinifères. À cet effet fut instaurée, dans toute ville d’importance visitée par l’expédition, une Commission centrale de vaccination (Junta Central de Vacuna), de laquelle dépendait un réseau de Commissions de vaccination de rang inférieur ; entre ces Commissions, aux membres desquelles il était expressément interdit de percevoir d’émoluments d’aucune sorte, devait exister une interconnexion réelle et devaient avoir lieu des échanges de points de vue et d’expériences, consignés dans des rapports scientifiques réguliers. Dans la même optique, Balmis eut soin de former (notamment en distribuant des exemplaires de l’ouvrage de Moreau de la Sarthe) le personnel médical local à la technique de vaccination et à ses aspects logistiques. Un autre point primordial était aux yeux des expéditionnaires la nécessité d’obtenir la coopération des autorités, en particulier pour convaincre la population. Du reste, rien ou presque de l’organisation créée par Balmis ne survivra aux guerres d’indépendance, qui devaient éclater bientôt.  
Cette expédition, qu’imprégnait l’esprit des Lumières et qui s’inscrit dans une série d’expéditions scientifiques organisées par le pouvoir bourbonnien espagnol, fit l’admiration d’Edward Jenner et d’Alexander von Humboldt. Considérée comme une réussite, compte tenu notamment du grand nombre de personnes vaccinées, elle passe pour être la première expédition sanitaire internationale et l’une des entreprises de médecine préventive les plus ambitieuses de l’histoire.

## Contexte

### La variole et la lutte anti-variolique auXVIIIesiècle

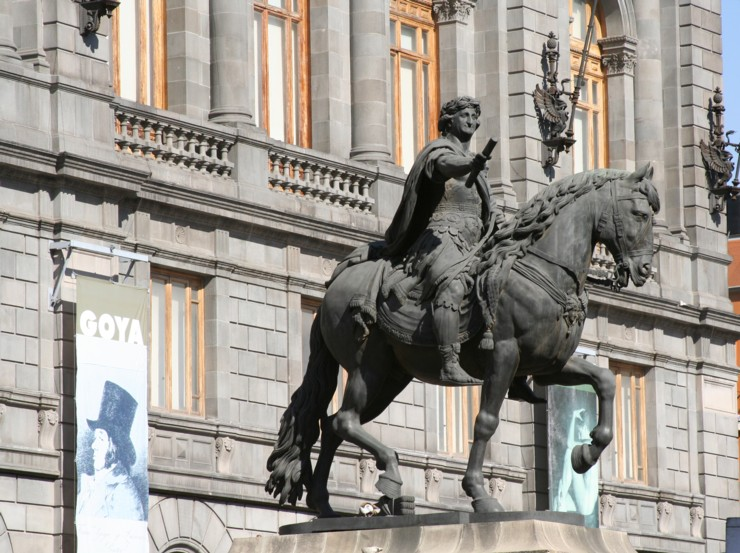
Statue du roi d'Espagne Charles IV à Mexico, œuvre du sculpteur Manuel Tolsá. Le roi, qui avait perdu dans une épidémie de variole l'une de ses filles, María Teresa, morte en 1794 à l'âge de trois ans, parraina l'expédition Balmis.

La variole, dont le taux de mortalité chez les personnes non vaccinées varie de 30 à 60%, connut une diffusion spectaculaire dans la période moderne, entre les XVe et XVIIIe siècles. L’une des clefs d’explication de cette diffusion est fournie en premier lieu par les migrations qui eurent lieu en Europe par suite des guerres de religion et qui favorisèrent la propagation de la maladie. Ensuite, la diffusion de la variole à l’échelle planétaire est sans conteste associée aux voyages de découverte effectués à l’ère moderne par des explorateurs européens, en particulier en Amérique espagnole, même s’il existe des indices portant à supposer que la variole sévissait déjà dans ces régions dès avant l’arrivée des conquistadors.
La variolisation fut la première tentative connue de prévenir la maladie. La méthode aurait été en usage dans la médecine traditionnelle chinoise, au moins depuis le Xe siècle, et consistait à l’origine à insuffler dans la cavité nasale d’une personne bien portante des croûtes pulvérisées prélevées sur un patient dans la dernière phase de la maladie. Il existe également des indices de cette pratique dans la médecine traditionnelle de l’Inde et d’autres lieux, comme dans certaines régions de l’Empire ottoman. C’est du reste par le truchement d’Istamboul, où la technique avait été apportée par des gens venus du Caucase, que la variolisation parvint en Europe. La grande promotrice de cette méthode sera Mary Wortley Montagu, écrivain et épouse de l’ambassadeur de Grande-Bretagne à Constantinople, qui avait souffert elle-même de la maladie et perdu un frère dans une épidémie. Elle eut connaissance de la technique lors de son séjour en Turquie en 1717, consentit à ce que la variolisation fût pratiquée sur son propre fils, puis, de retour en Angleterre, accomplit un important travail de persuasion en faveur de cette technique. Il est estimé qu’entre 1766 et la fin du siècle, la variole fut ainsi inoculée (par le biais d’une incision dans la peau) chez quelque 200 000 personnes en Grande-Bretagne.
En 1796, année de la plus forte propagation du virus de la variole en Europe, un médecin de campagne anglais, Edward Jenner, observa que les trayeuses, par leur contact répété avec les vaches, contractaient occasionnellement la vaccine ou petite vérole des vaches, forme de variole moins virulente que la mortelle variole humaine, et voulut vérifier de manière rigoureuse la croyance populaire selon laquelle celui qui avait eu la variole bovine ne pouvait plus contracter la variole humaine. Le 14 mai 1796, il inocula à un enfant de huit ans une quantité de pus prélevée sur la main d'une fermière infectée par la variole des vaches (par le contact avec les pis de la vache infestée), puis, trois mois plus tard, inocula la variole humaine à ce même enfant, qui y résista, se révélant ainsi réfractaire (immunisé) au virus. D’autres enfants pareillement inoculés réagirent de la même manière favorable. En 1798, Jenner publia le résultat de ses travaux et dès décembre 1800, la technique de la vaccination avait atteint l’Espagne, plus exactement la localité de Puigcerdà, dans le nord de la Catalogne, grâce aux expériences menées par le docteur Francisco Piguillem y Verdacer.

### La variole et la lutte antivariolique en Espagne et dans l’Empire espagnol
L’Espagne n’échappait aux épidémies de variole, qui éclataient régulièrement dans le pays, notamment à Lérida, Carthagène etc. Par la recrudescence de la maladie à partir du XVIIe siècle et l’augmentation de sa virulence, la variole devint en Espagne même (comme ailleurs en Europe), mais aussi dans ses colonies (Amérique hispanique et Philippines), une préoccupation sanitaire de premier ordre. 

#### Variolisation
La pratique de la variolisation fut tout d’abord accueillie avec méfiance dans l’Espagne du XVIIIe siècle et se heurta à un franc rejet de la part des médecins du Real Tribunal del Protomedicato (équivalent approximatif de l’ordre des médecins), rejet ne s’appuyant pas sur quelque forme de conservatisme, mais obéissant au principe de précaution face à une nouveauté médicale dont l’efficacité générale n’apparaissait pas de manière univoque. Cette prise de position de l’autorité médicale, qui empêcha une adoption précoce de la technique, fut cependant bientôt suivie d’une longue polémique, qui aboutira finalement à son acceptation et ample diffusion. 
Dans cette polémique, les avocats de la variolisation se recrutaient généralement parmi les professionnels de la santé les plus liés à la médecine européenne des Lumières ainsi que parmi les médecins et chirurgiens étrangers résidant en Espagne. Timothy O’Scanlan, médecin irlandais établi en Espagne, est celui qui saura de la manière la plus convaincante exposer les thèses des vaccinateurs, sous la forme d’un essai paru en 1792, intitulé Ensayo Apologético de la Inoculación, au demeurant excellent état de la question, dans lequel l’auteur démontre sa familiarité avec la médecine britannique et française du XVIIIe siècle.
Nonobstant ce vif intérêt, les autorités espagnoles ne prirent avant 1798 aucune mesure en faveur de la variolisation, c'est-à-dire jusqu’à une date assez tardive précédant de peu l’avènement de la méthode jennérienne de la vaccination. Toutefois, il appert clairement des communiqués officiels que l’inoculation de la variole fut introduite en Amérique espagnole dès avant 1775, et qu’en définitive, même si la méthode ne fut pas reconnue par les autorités politiques avant une date fort avancée, elle se pratiquait déjà dans les faits, en dehors des voies officielles.

#### Vaccination jennérienne
Les premières vaccinations jennériennes pratiquées en Espagne eurent lieu en Catalogne en décembre 1800, à l’initiative d’un médecin de Puigcerdà, Francesc Piguillem i Verdacer. Au moyen de fluide vaccinal qu’il avait fait venir de Paris, Piguillem commença à Puigcerdà une série d’expériences, qu’il devait poursuivre ensuite à Barcelone. Grâce aux efforts de John Smith Sinnot, qui se servit d’échantillons de virus envoyés depuis Barcelone, entre des lamelles de verre, par le même Piguillem, la ville de Tarragone devint bientôt un foyer actif de propagation de la vaccine jennérienne. À partir de la Catalogne, la vaccine fut ensuite exportée à Aranjuez, et aussitôt après à Madrid, sans toutefois que les résultats répondissent aux espérances. Un envoi ultérieur de pus varioleux arrivé directement de Paris, permit, à partir des mois d’avril et de mai de l’année suivante, de réaliser les premiers essais dans la capitale espagnole, par les soins d’Ignacio María Ruiz de Luzuriaga et d’Ignacio de Jáuregui, médecins de la famille royale, avec des résultats positifs tant en ville qu’à la Cour. 
De façon générale, les professionnels de la santé, essentiellement les médecins, firent bon accueil au nouveau remède, pour des motifs à la fois scientifiques et idéologiques ― ces derniers en rapport avec le courant de pensée des Lumières et de la physiocratie. Si Ruiz de Luzuriaga fut un de ceux qui surent exprimer le mieux les raisons théoriques justifiant l’adoption de la nouvelle technique, on vit parallèlement une foule de bourgeois, de hauts fonctionnaires d’État, d’aristocrates et d’ecclésiastiques se ranger aux côtés de ces professionnels, s’activant, quoique n’appartenant pas à la profession sanitaire, dans les campagnes en faveur de la vaccination, et investissant leur argent, leur temps et leur entregent dans tous les recoins de l’Espagne, pour répandre la nouvelle méthode et convaincre les instances gouvernementales d’édicter des normes en sa faveur ; l’un d’eux fut le déjà signalé John Smith, ingénieur en chef des travaux d’infrastructure du port de Tarragone et auteur d’un opuscule intitulé Progresos de la vacuna en Tarragona. Les médecins vaccinateurs s’attachèrent à rédiger des textes à vocation pédagogique, souvent empreints d’un messianisme prononcé, et destinés à enseigner la vaccination à ceux ignorant la technique. Par ailleurs, ils eurent aussi à affronter certains de leurs propres collègues, qui avaient fait de l’ancienne variolisation un florissant négoce. 
Le premier texte sur la vaccine paru en Espagne fut publié en 1799 à Barcelone ; il s’agissait d’un recueil d’écrits d’auteurs britanniques et français. Toutefois, le texte incontestablement le plus important parmi tous ceux traduits à cette époque, tant par son contenu que par sa portée, fut la version espagnole que donna en 1803 le médecin de cour Francisco Javier de Balmis du Traité historique et pratique de la vaccine, ouvrage de 1801 rédigé par Louis-Jacques Moreau de la Sarthe, divulgateur de l’œuvre de Jenner et premier grand héraut de la vaccination en Europe continentale. Balmis fut l’un des avocats les plus précoces et les plus enthousiastes de la vaccine, et sa traduction ne répondait pas seulement à un objectif de vulgarisation, mais avait aussi des visées pédagogiques. Le texte, imprégné de l’esprit des Lumières, se développait selon un plan précis et une méthode rigoureuse, et sera utilisé plus tard par le même Balmis au cours de son expédition pour enseigner une technique vaccinatoire correcte et pour prévenir ses possibles échecs et en exposer les causes.

#### État des lieux dans l’Empire espagnol
Il est bien établi qu’autrefois les maladies contagieuses se propageaient en règle générale par les navires, ce qui justifiait la mesure des quarantaines, lesquelles iront se généralisant au cours du XVIIIe siècle. Comme de juste, la zone où, dans toute l’Amérique, la variole occasionna le plus de ravages fut la Caraïbe, celle-ci ayant en effet pendant longtemps joué un rôle de nœud de communication et se trouvant donc confrontée au trafic commercial le plus intense. Les Antilles étaient le centre de distribution, la plaque tournante du système commercial monopolistique espagnol, et c’était là en outre qu’accostait le vaisseau de permission concédé, aux termes du traité d'Utrecht, par l’Espagne à l’Angleterre, vaisseau qui permettait l’acheminement d’esclaves noirs vers tout le continent américain, c'est-à-dire de ceux-là mêmes qui seront identifiés comme la cause involontaire de nombre d’épidémies de variole, en particulier dans l’île de Cuba. (Rappelons que les Espagnols de l'époque ne pratiquaient pas le commerce des esclaves, contrairement aux Anglais, aux Français, aux Portugais et aux Néerlandais).
Les îles Canaries, pas davantage que la métropole, ne purent se soustraire aux épidémies de variole. Comme ce fut le cas en Amérique, la variole arrivait par le bateau, surtout par l’intermédiaire des navires de courrier qui mouillaient dans l’archipel. Les deux épidémies les plus importantes qui sévirent aux Canaries eurent lieu, la première, en 1780, et la seconde, au très fort taux de mortalité, en 1798. 
Quant aux Philippines, le problème était plus important encore, étant conditionné en effet par la proximité de la Chine, où la variole sévissait en permanence.
Les incessantes épidémies varioliques en Amérique créèrent à partir de 1800 une demande urgente de vaccine dans ces territoires et portèrent les autorités locales criollas, ainsi que les médecins les plus convaincus des bienfaits de la vaccination, à solliciter les centres qui en détenaient. L’obtention de la vaccine de la part de ces centres permet de déduire que l’avènement de la vaccination en Amérique n’est pas due exclusivement à l’expédition Balmis. Dans la majeure partie des provinces d’outremer espagnoles, la vaccine était déjà connue et le fluide vaccinal se trouvait déjà en usage, arrivé, généralement protégé entre des lamelles de verre, dans la plupart des villes importantes de l’Amérique hispanique. La terreur qu’inspirait la maladie et la nécessité de faire face aux épidémies déterminèrent un courant favorable à la vaccination.
La vice-royauté de Santa Fe (dénommée plus tard Nouvelle-Grenade) était alors le territoire le plus touché par la variole et par conséquent le plus intéressé par la nouvelle découverte médicale. Les nouvelles alarmantes qui parvenaient à la métropole portèrent à expédier avec diligence la vaccine depuis la Péninsule. Mettant à profit le départ vers l’Amérique du vice-roi nouvellement nommé, Antonio José Amar y Borbón, les autorités médicales dépêchèrent à la Nouvelle-Grenade le médecin Lorenzo Vergés, avec mission de se transporter directement à la ville de Santa Fe (actuelle Bogota) et, une fois arrivé dans la capitale du territoire, d’envoyer « trois autres professeurs, l’un en Nouvelle-Espagne, lequel fera aussi arrêt à la Havane, un autre au Pérou et le troisième à Buenos Aires ». 
L’île de Porto Rico s’érigea en centre de diffusion de la vaccine dès avant l’arrivée de l’expédition Balmis. Les autorités de l’île obtinrent, sur leurs incessantes instances, des échantillons de vaccine en provenance de l’île de Saint-Thomas proche. Après diverses péripéties, le docteur Francisco Oller Ferrer fut en mesure, le 28 novembre 1803, de procéder avec succès à des vaccinations. Dans la ville de San Juan, les vaccinations publiques systématiques purent débuter le 17 décembre, tandis que dans le même temps Oller propageait la vaccine dans le partido de Fajardo, à une douzaine de lieues de San Juan, où le risque d’épidémie paraissait imminent. La solution que l’on conçut alors consista à déplacer la population pour la vacciner dans la ville, puis, une fois que l’on détenait le liquide vaccinal, à la renvoyer chez elle. Les vaccinations publiques mises en route par Oller furent suspendues le 9 février, eu égard à l’arrivée prochaine de la royale expédition. 
Une situation similaire régnait au Venezuela, à Cuba et au Guatemala. En Nouvelle-Espagne, la vaccine fut distribuée, à l’instar de n’importe quelle autre marchandise d’ailleurs, au départ du port de Veracruz, qui fit office de centre de diffusion pour la totalité du territoire de la Nouvelle-Espagne. La vice-royauté du Río de la Plata vit arriver le 5 juillet 1804 une frégate dénommée La Rosa del Río, en provenance de Rio de Janeiro, avec à son bord des esclaves noirs inoculés par la vaccine, lesquels servirent de fournisseurs d'exsudation vaccinale en vue de la campagne de vaccination dans ces territoires. De là, la vaccine passa au Chili, où des résultats excellents furent obtenus et où le fluide prélevé des pustules produites sur les enfants vaccinés fut conservé sous verre et répandu sur tout le territoire de la capitainerie.
Il s’ensuit que les expéditionnaires ne débarquèrent pas sur un terrain totalement vierge en ce qui concerne la vaccination ; il n’en demeure pas moins que l’expédition avait à accomplir une autre tâche essentielle encore, à savoir : mettre sur pied une organisation méthodique et rigoureuse, nécessaire à pouvoir unifier les efforts et à permettre des résultats sanitaires satisfaisants sur le long terme.

## Idée d’une expédition anti-variolique
Le 13 mars 1803, le Conseil des Indes commanda un premier rapport pour l’éclairer sur les questions suivantes : « estime-t-on possible d’étendre la vaccination aux pays d’outremer, et quels moyens seraient les plus appropriés à une telle entreprise ? ». Le médecin Francisco Requena, membre dudit Conseil, eut le premier l’idée de propager la vaccine en Amérique par le moyen d’une expédition, et le 22 mars, exposa les avantages et les bénéfices « que produirait en outremer l’inoculation de la vaccine ». Les médecins membres de la Real Cámara (Chambre royale) émirent un avis positif, à la suite de quoi un rapport fut demandé au médecin de cour José Felipe Flores. Celui-ci élabora en urgence le premier plan de mise en œuvre du projet imaginé par Requena. Le rapport qu’il établit comprenait une propositon d’itinéraire général de l’expédition, ainsi que ses recommandations relativement aux mesures et dispositions à prendre pour une plus sûre réussite de l’entreprise et pour une diffusion plus efficace de la vaccination dans les territoires d’outremer espagnols. Selon Flores, il convenait essentiellement de déployer trois activités : premièrement, diffuser la vaccine ; deuxièmement, instruire, chez les populations visitées, les médecins et les personnes intéressées dans la pratique de la vaccination ; et enfin, mettre sur pied des commissions de vaccination (en esp. juntas de vacunación) dans les capitales et villes principales des vice-royautés, chargées d’assurer, au fil du temps, la conservation du liquide vaccinal dans un état actif. 
L’un des problèmes majeurs auquel furent confrontés les concepteurs de l’expédition était de trouver le moyen de conserver le fluide vaccinal en parfait état pendant toute la durée du périple. La solution fut trouvée par Balmis lui-même : emmener un certain nombre d’enfants et transmettre, à intervalles réguliers, la vaccine de l’un à l’autre, de bras à bras, par le contact des lésions.
En outre, une cédule royale fut promulguée en 1805 prescrivant que dans tous les hôpitaux d’Espagne une salle fût réservée à la conservation du fluide vaccinal.

## Préparatifs

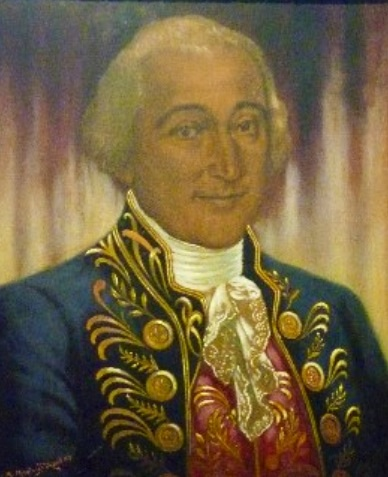
Le médecin guatémaltèque José Felipe Flores développa plus avant l'idée de son collègue Francisco Riquena d'une expédition contre la variole et en mit au point les modalités pratiques (itinéraire etc.).

En ce qui concerne le financement de l’opération, il fut disposé par les autorités péninsulaires (de la métropole) que les frais de l’expédition fussent supportés par le Trésor royal ; cependant, dans les faits, l’expédition se procurera, tout au long de son parcours, les financements nécessaires là où elle le put, au coup par coup. Certes, il ne manqua jamais, dans les villes desservies, de patriciens fortunés et sympathisants de la causa vaccinale, et les populations visitées, conscientes de l’importance de la vaccination, firent aux expéditionnaires un accueil excellent, leur offrant le gîte, vêtant les enfants et leur donnant des cadeaux ; mais, à défaut, les expéditionnaires eux-mêmes étaient mis à contribution. Ainsi que le déclara Balmis à son retour de l’expédition, « innombrables sont les pésètes que j’ai distribuées aux Indiens pour qu’ils se laissassent vacciner, et celles employées en jouets pour que les enfants embarqués se divertissent à bord, à quoi s’ajoutait encore un paquet de dépenses qui ne viennent pas à l’esprit en ce moment ». Les coûts de l’expédition étaient imputables en majeure partie à l’affrètement des vaisseaux et à la rémunération des expéditionnaires.
Ce n’était certes pas une mince affaire que de traverser l’océan avec une collection aussi hétéroclite de passagers, dont un nombre élevé d’enfants qui, selon les dires de Balmis, souffraient de « continuelles maladies ».
Pour ses trajets en mer, l’expédition utilisa au total cinq navires, le nom desquels n’a été conservé que pour certains. On possède des informations détaillées sur la corvette espagnole María Pita, de 160 tonneaux, affrétée à la Corogne, dans le nord-ouest de l’Espagne. Le contrat souscrit avec l’armateur ne courait que jusqu’au 27 janvier 1804, car dans un premier temps, l’on n’envisageait pas que le périple fût aussi long. 
Plus ardu cependant apparut le choix du personnel qualifié, compte tenu des impératifs de gratuité postulés par Francisco Requena. En principe, celui-ci avait proposé de placer à la tête de l’expédition les docteurs Flores et Balmis, proposition ratifiée par la Commission des chirurgiens de cour (Junta de Cirujanos de Cámara) ; tous deux en effet avaient des titres à faire valoir : Flores avait élaboré le projet initial, et Balmis, en plus d’être le traducteur vers le espagnol de l’ouvrage de Moreau de la Sarthe, était l’un des médecins qui pratiquaient avec succès à Madrid la technique de la vaccination jennérienne ; ainsi donc, José Flores se chargerait de la partie de l’expédition en partance pour Carthagène des Indes, et Balmis de celle qui ferait voile vers Veracruz, en Nouvelle-Espagne. Pourtant, la volonté de Balmis de ne pas avoir à partager avec quiconque la direction de l’expédition fut reconnue et satisfaite par le monarque, excluant donc José Felipe Flores. Le directeur allait progressivement concentrer en ses seules mains tout le pouvoir et toute l’autorité, en même temps qu’il exigerait un contrôle rigoureux de toutes les activités de l’expédition jusqu’à son terme. 
C’est ainsi qu’il appartint à Balmis de désigner les personnes admises à participer à l’expédition, sous réserve d’obtenir l’approbation du monarque. Le directeur donc serait un médecin de cour de sa majesté, Balmis, les assistants seraient des diplômés ayant eu une formation médicale, tandis qu’aucune formation spécifique ne serait demandée aux chirurgiens et aux infirmiers. Dans l’opinion de Balmis, des personnes aptes au travail sanitaire et prophylactique étaient préférables à des détenteurs de titres. 
Le 4 août 1803, le ministre de la Grâce et de la Justice, José Caballero, fixa le salaire et le logis de chaque individu en fonction de sa réputation sociale et de ses compétences. Les frais de déplacement et de transport tant en Espagne qu’aux Indes seraient pour le compte du Trésor royal pour tous les parcours maritimes, mais non pour les trajets terrestres.
La principale différence entre les deux projets ― celui de Flores et celui retenu par Balmis ― résidait en ce que Flores jugeait approprié de prévoir deux itinéraires séparés concomitants, tandis que Balmis n’en proposait qu’un seul pour desservir les quatre vice-royautés américaines et les Philippines. De toute façon, le parcours suivi sera celui dicté par les circonstances et les nécessités des événements réels au fur et à mesure qu’ils se dérouleraient tout au long du périple, et force fut en effet de se plier aux réalités.
Dans l’Ordonnance royale circulaire du 1er septembre 1803, par laquelle était annoncée à tous les territoires espagnols d’outremer la tenue de la Royale Expédition philanthropique de Vaccination, la Couronne précisait, pour chacun des territoires séparément, ses recommandations spécifiques relatives à l’attitude que les autorités locales auront à adopter et aux dispositions qu’ils auront à prendre à l’arrivée de l’expédition.

## Participants

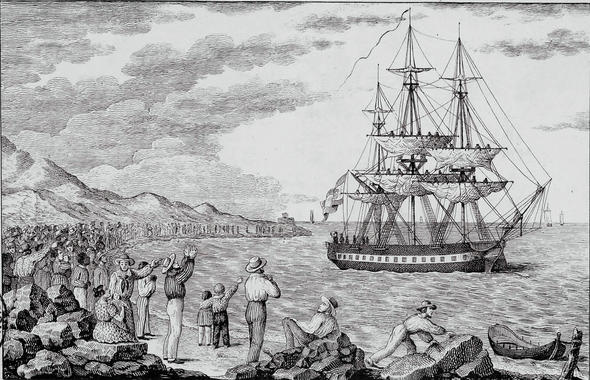
Le María Pita, navire affrété par l'expédition, au départ de la Corogne en 1803 (gravure de Francisco Perez).

Francisco Javier Balmis fut donc nommé à la tête de l’expédition, nomination que justifiaient incontestablement sa connaissance du continent américain et ses compétences scientifiques et techniques dans le domaine de la variole et de sa prévention. La postérité tend à attribuer au seul Balmis tout le mérite de cette campagne, mais c’est à tort. L’un des traits marquants de son caractère était son perfectionnisme et, sans doute, une excessive confiance en soi, traits qui le portèrent à considérer les autres comme inférieurs en capacité et compétence. Comme de juste, il s’efforça de centraliser entre ses propres mains tout le travail réalisé par l’expédition et ne se résigna à laisser agir des subalternes qu’en de rares occasions. Il ne pardonna pas l’indifférence ni la tiédeur dont il arrivait que les autorités coloniales locales fissent preuve à l’égard de ce projet essentiel qu’était à ses yeux la diffusion de la vaccine dans les territoires hispaniques d’outremer. Quant à son rapport à l’argent, on note que dans la plupart des documents on trouve quelque allusion à la parcimonie avec laquelle les autorités coloniales le pourvoyaient de moyens financiers, au faible montant de la rétribution reçue, ou à toutes les fois où il dut tirer l’argent de sa propre poche. Sans doute faut-il se garder de voir dans ces lamentations un appât du gain, compte tenu du peu de libéralité dont fit preuve dès le départ l’État espagnol vis-à-vis d’une entreprise d’une telle ampleur.
Fut nommé sous-directeur de l’expédition le docteur José Salvany y Lleopart (ou Josef Salvani comme il avait l'habitude de signer son nom sur les documents), natif de Cervera en Catalogne, et diplômé du Real Colegio de Cirugía de San Carlos de Barcelone en 1799. De santé fragile, il fut contraint, alors qu’il travaillait comme chirurgien dans le cinquième bataillon du régiment d’infanterie de Navarre, de mettre fin à sa carrière de médecin militaire, et de solliciter son transfert vers quelque hôpital ou collège pour y poursuivre son activité médicale à l’abri des contingences climatiques qui minaient sa santé. Il était âgé de 25 ou 26 ans au moment où il s’engagea dans l’expédition, et eut au début un travail assez commode s’accomplissant derrière le rempart de la grande personnalité de Balmis. Il lui adviendra cependant de jouer un rôle de premier plan lorsqu’il fut décidé à La Guaira, au Venezuela actuel, de scinder l’expédition en deux sous-expéditions pour pouvoir mieux faire face aux graves et constantes épidémies qui ravageaient l’Amérique du Sud. Quand Salvany quitta la Péninsule, il caressait l’espoir que sa santé s’améliorât, ce qui se vérifia au début, grâce au climat tropical des Canaries et des Antilles. Cependant, à mesure que, après La Guaira, il pénétrait dans la cordillère des Andes, son état se mit à se détériorer et il commença, si l’on en croit sa correspondance, à souffrir de céphalées, de catarrhes, d’oppression et de douleurs de poitrine et d’intenses maux de cœur, ce qui laisse supposer une possible tuberculose pulmonaire. Au moment où il arriva dans la ville d’Arequipa, dans le sud de l’actuel Pérou, il se trouvait dans un état lamentable, puisqu’il lui manquait l’œil gauche, perdu lors d’un naufrage sur le fleuve Magdalena, et qu’il s’était, pendant la traversée des Andes, luxé un poignet, qui en résulta pratiquement immobilisé. Sous l’effet de l’altitude, il souffrait chroniquement du thorax et eut de fréquentes crises d’hématémèse. Ayant alors l’intuition qu’il ne pourrait plus retourner en Espagne, Salvany envoya des requêtes réitérées au ministre de la Grâce et de la Justice pour obtenir un poste dans la fonction publique en Amérique. Du reste, dans toutes les villes qu’il aborda, il laissa un excellent souvenir, et les cabildos de Puno, La Paz et Oruro eurent à cœur d’exprimer publiquement leur gratitude envers lui ; en témoigne le fait que tant le cabildo de Puno que celui d’Oruro sollicitèrent en sa faveur les honneurs du mandat de regidor de leurs mairies respectives. Salvany lui-même, déjà épuisé et sans forces, se trouvant à La Paz, sollicita le poste d’intendant, alors vacant, de cette ville. Il n’obtint cependant jamais de réponse à ses requêtes de la part des autorités péninsulaires, et aucune charge publique ne lui sera rendue accessible. Il poursuivit l’œuvre prophylactique malgré les difficultés et les privations, et arriva en été dans la ville de Cochabamba, actuelle Bolivie, située à plus de 2 500 mètres d’altitude, où sa santé se dégrada plus avant et où il succomba finalement le 21 juillet 1810, au terme d’un périple de 5 000 lieues par terre et 12 000 par mer. Salvany mourut ainsi totalement oublié et éclipsé par Balmis, avec lequel l’on ne cessera d’associer son parcours et son action. Il peut être affirmé que c’est à son sens de l’initiative, à sa ténacité et à sa force de travail que l’on dut la diffusion de la vaccination anti-variolique en Amérique méridionale. Salvany au demeurant n’eut aucune réticence à louer le travail accompli par ses subalternes, ― au contraire de Balmis, qui, à son retour dans la Péninsule au terme de son tour du monde, portera, dans le compte rendu rédigé sur requête du secrétariat d’État, un jugement défavorable sur l’activité de son sous-directeur.
Le reste de l’équipe expéditionnaire se composait comme suit : deux assistants médecins, dont Manuel Julián Grajales, le seul des compagnons de la sous-expédition sud-américaine à revenir en vie dans la métropole ; deux stagiaires, dont Pastor Balmis, neveu de Francisco Javier Balmis, à propos de qui son oncle écrivit qu’il était « très instruit dans la vaccination pour l’avoir constamment pratiquée à mes côtés », et à qui le directeur confia d’importantes tâches ; trois infirmières ; l’intendante (rectora) de l’orphelinat (Casa de Expósitos, ou hospice des enfants trouvés) de la Corogne, Isabel Zendal Gómez (connue aussi sous le nom d'Isabel López de Gandalia), au sujet de laquelle Balmis se répandit en éloges, indiquant que « la misérable intendante, par un travail excessif et la rigueur des différents climats que nous avons traversés, ruina entièrement sa santé, dispensa infatigablement, jour et nuit, toutes les tendresses de la plus sensible mère aux 26 angelots qu’elle avait sous sa garde, faisant cela de manière égale depuis la Corogne, lors de tous les voyages, et prenant pleinement soin d’eux pendant leurs continuelles maladies » ; et enfin 22 enfants orphelins (âgés entre 3 et 7 ans) vaccinifères qui, successivement inoculés avec la vaccine de bras à bras, porteraient le virus de la variole bovine vivant dans leur corps.

## Déroulement

Parcours de l’expédition.

Le voyage comprendra une première étape, à laquelle participera l’équipe expéditionnaire dans son entier, et qui débutera à la Corogne pour se terminer sur le littoral du Venezuela ; et une seconde étape, où, après la scission de l’expédition en deux équipes, celles-ci suivront désormais deux itinéraires distincts : la première équipe, emmenée par Balmis, s’en ira au Mexique puis de là aux îles Philippines, et la deuxième, sous le commandement de Salvany, pénétrera en Amérique du Sud en remontant dans un premier temps le cours du fleuve Magdalena. Mais parallèlement, au sein même de chacune de ces deux sous-expéditions, seront en outre décidées de constantes scissions produisant de nouveaux groupes plus petits, stratégie destinée à accroître le dynamisme de la propagation de la pratique vaccinale.

### De la Corogne aux îles Canaries
Le navire María Pita, affrété pour l’expédition, mit à la voile le 30 novembre 1803 au départ de la Corogne, en emportant à son bord, outre les expéditionnaires, tout le matériel chirurgical et tous les instruments scientifiques nécessaires, de même que des exemplaires de la traduction espagnole du Traité historique et pratique de la vaccine de Louis-Jacques Moreau de la Sarthe, destinés à être distribués par les commissions de vaccination que l’on se proposait de fonder. 
Le 6 janvier 1804, le vaisseau jeta l’ancre devant Santa Cruz de Tenerife, où l’équipage fut chaleureusement accueilli. C’était la première fois que le fluide vaccinal parvenait en ces lieux et les autorités insulaires, bien conscientes de son importance, reçurent convenablement l’expédition, prenant son séjour à leur charge et faisant célébrer des messes en son honneur et danser des passacailles,. Les lieux desservis par les expéditionnaires furent — outre Santa Cruz et La Laguna sur l’île de Tenerife — La Palma, Gran Canaria et Lanzarote, bien qu’un rapport du Comité supérieur de Médecine signale que la vaccine atteignit chacune des sept îles.
La structure organisationnelle mise en place correspond à un état préliminaire de ce qui deviendra plus tard les Commissions de vaccination (Juntas de Vacuna) : ainsi, l’on aménagea à Tenerife un espace physique, dont les frais furent couverts par les dons de plusieurs habitants du lieu, et qui servira de point central à partir duquel, par différents moyens de propagande, allant d’allocutions à des avis officiels, la nouvelle de la campagne en cours fut diffusée dans le reste de l’archipel. Il fut déterminé également que l’on enverrait de chaque île un groupe d’enfants dans le but de les inoculer un à un, afin d’assurer la continuité du processus après le départ des expéditionnaires ; et en deuxième lieu, il fut disposé que du personnel sanitaire fût instruit dans les rudiments théoriques et pratiques de la vaccination. Pourtant, beaucoup de personnes préférèrent se rendre directement à la maison centrale de Tenerife, ce qui permit d’atteindre un chiffre de vaccination très élevé. Les coûts considérables de cette procédure furent couverts dans un premier temps par une souscription populaire et par les autorités locales elles-mêmes (agissant ainsi de manière à donner l’exemple), puis, ultérieurement, l’on eut recours à des modes de financement plus institutionnalisés, au travers d’un fonds commun de ressources économiques publiques provenant, selon une répartition proportionnelle, de l’ensemble de l’archipel. Le commandant des Canaries proposa aussi une autre formule, autour de la mise sur pied d’un jeu de loterie, mais qui se révéla moins convaincante.

### Porto Rico
À Porto Rico, à la différence des Canaries, la vaccination n’était plus une nouveauté, attendu que le médecin catalan Francisco Oller y Ferrer, en considération du nombre élevé de cas de variole dans l’île, l’y avait déjà introduite après avoir requis de la lymphe vaccinale dans l’île Saint-Thomas voisine, qui appartenait alors à la couronne danoise. Lorsque l’expédition Balmis mit l’ancre à Porto Rico, l’accueil fut, selon tous les témoignages, plus que froid et l’inimitié ne fit que s’exacerber au fur et à mesure que passaient les jours, avec de durs affrontements entre Balmis et Oller, notamment à coups de mémoires adressés au roi où les deux hommes s’accusaient mutuellement.
En effet, Oller avait pratiqué des vaccinations dans la ville de San Juan depuis fin novembre 1803, et de manière assidue à partir de la mi-décembre, c'est-à-dire pendant que Balmis était en pleine mer, et avait réussi un nombre élevé de vaccinations, se chiffrant autour de 5 000 en un seul mois. La survenue d’une poussée épidémique avait conduit les autorités de l’île à adopter la stratégie consistant à transférer vers San Juan la population des autres localités de l’île, afin d'éloigner ces personnes des foyers de contagion, de les vacciner, et une fois la chaîne vaccinale constituée et le pus obtenu, de les renvoyer dans leur lieu de résidence ; il semble que l’on eût obtenu ainsi une diffusion très importante, vu qu’il ne restait plus guère, début mars, d’enfants à vacciner. Cependant, Balmis redoutait de voir sa propre expédition compromise, si l’onéreux voyage devait soudainement apparaître superfétatoire. Le fait d’avoir avancé la date de la vaccination, nonobstant que les autorités fussent au courant de l’arrivée prochaine de l’expédition, fut imputé par Balmis au désir desdites autorités de s’attribuer des mérites plutôt qu’à une urgence réelle. De son point de vue, les vaccinations n’avaient pas été exécutées avec toute la rigueur requise et l’on n'avait pas suivi fidèlement les consignes, comme il était impératif pour en garantir l’efficacité.
Cette déconvenue conduisit Balmis à réfléchir sur l’opportunité de diviser en deux l’expédition originale, ce qui permettrait une plus rapide propagation de la vaccination sur ces vastes territoires.

### Venezuela
L’expédition leva l’ancre à Porto Rico le 12 mars 1804 et mit le cap sur la capitainerie générale du Venezuela, en ayant à son bord moins d’enfants que prévu, par suite des entraves posées par le gouverneur. En outre, la corvette connut des contretemps qui la retardèrent sensiblement, mettant en danger le réservoir vivant de vaccine. L’un des enfants, en mauvais état de santé, ne put être vacciné, par suite de quoi Balmis « vint à tomber dans la plus grande affliction, se trouvant en effet en vue d’un rivage inconnu avec un seul enfant porteur de vaccine, celle-ci étant mûre pour être employée le jour même ». Cette situation amena le navire à changer de cap, et, au lieu d’amarrer à La Guaira, où l’expédition était attendue avec grande impatience et enthousiasme, il le fit à Puerto Cabello, port plus proche car sis plus à l’est sur les côtes du Venezuela. Là, le problème de rupture du réservoir vivant de vaccine put être résolu par la vaccination immédiate de vingt-huit enfants « de notables du peuple ». Il est à relever que l’organisation locale fut bonne malgré le caractère inopiné de l’arrivée des expéditionnaires.
La scission envisagée de l’expédition en deux trajectoires différentes fut alors réalisée. En un premier temps, et en quelque sorte en guise d’essai, il fut décidé que deux équipes distinctes partiraient par deux itinéraires différents pour Caracas, tandis que Salvany resterait à Puerto Cabello pour y vacciner la population. Le dédoublement définitif de l’expédition ne devait se produire que début mai 1804. L’arrivée de Balmis à Caracas a été relatée comme suit :

« (La mairie) offrit au commissaire royal une luxueuse berline, qu’il occupa durant la cérémonie en emmenant à sa droite le jeune vacciné portant sur ses bras le fluide si ardemment désiré. Ayant traversé une foule serrée, au milieu des vivats, de la musique et des feux d’artifice, il arriva à la plus belle maison de la ville, dignement préparée pour le recevoir et où, en tenue de gala, l’attendaient le Capitaine général, tous les hauts fonctionnaires et tous les grands patriciens. »

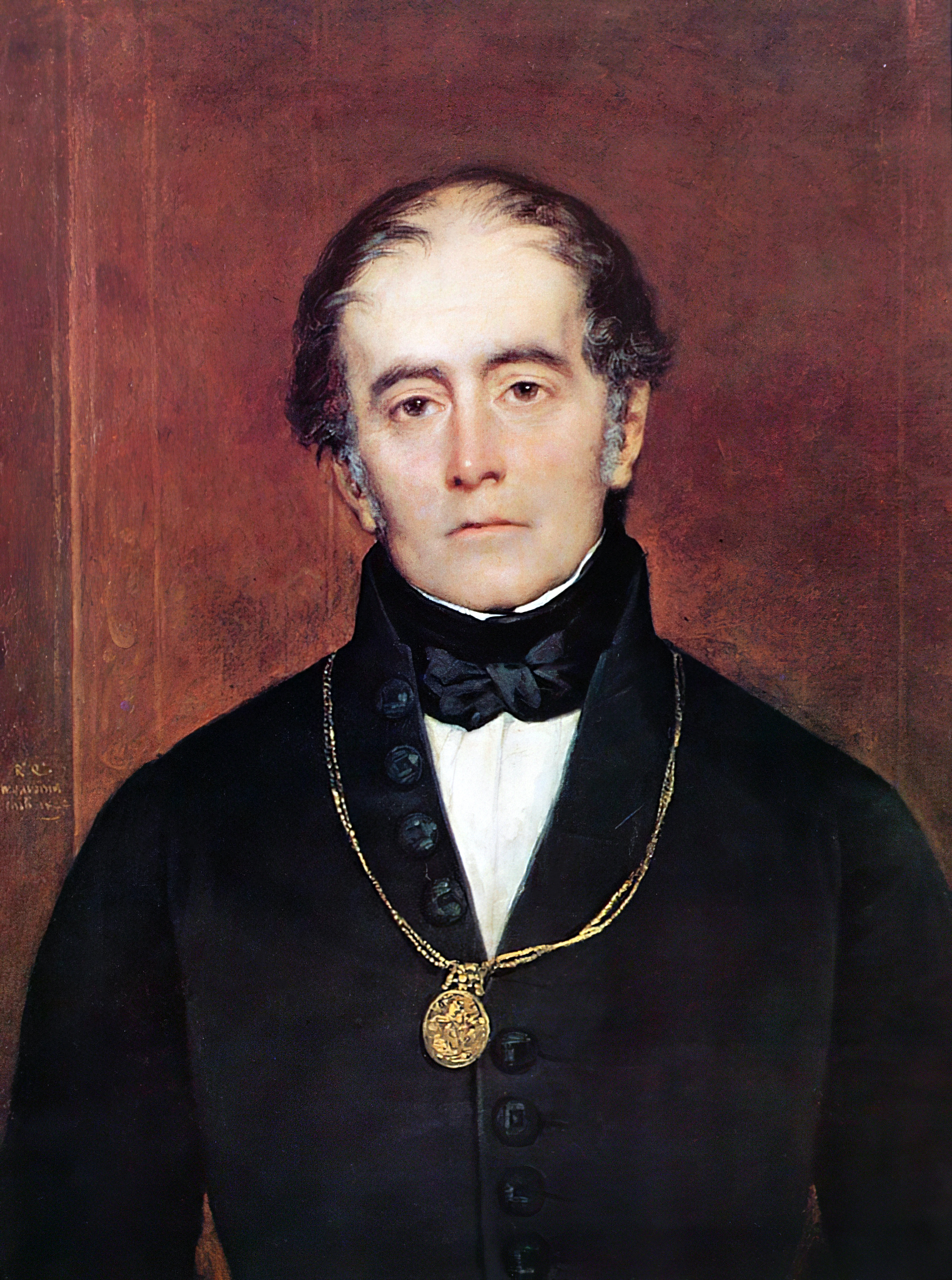
Pour le philosophe et écrivain Andrés Bello, cette campagne de vaccination était le parangon du progrès humain par la science. Il composa une ode et une pièce de théâtre en hommage à l'expédition.

Deux jours après, on procéda à une vaccination massive.
Les hommages rendus à l’expédition dans la ville de Caracas ne différaient pas du traitement habituellement réservé aux expéditionnaires, sauf sans doute pour l’ampleur et l’intensité. Ces hommages consistaient en une série de cérémonies religieuses, visant à conférer un maximum de solennité à l’événement, parmi lesquelles un Te Deum auquel assistaient le capitaine général Manuel de Guevara Vasconcelos en compagnie de la Real Audiencia, une représentation de tous les corps civils et militaires, ainsi qu’une part importante de la population de la ville. La partie profane comportait une composante populaire et folklorique, avec danses et sénérades dans les rues, suivie d’une deuxième composante dans les salons de la haute société de Caracas, où se multiplièrent les réceptions auxquelles Balmis était tenu de se rendre. Le poète vénézuélien Andrés Bello écrivit à l’occasion de la venue de l’expédition une Oda a la Vacuna (1804) et une courte œuvre théâtrale. La vaccination était, aux yeux de Bello et de beaucoup d’autres, le symbole du progrès de l’humanité réalisé grâce aux découvertes scientifiques.
La campagne de vaccination étendit son action à Valencia et à Maracaibo, par le biais, dans cette dernière ville, de personnes vaccinées à Puerto Cabello, et desservit également la province de Cumaná, où deux ans auparavant déjà, l’on avait tenté de vacciner à partir de Porto Rico et où il est relaté que l’on vaccina cette fois 20 000 Indiens. L’île Margarita profita aussi de la campagne, quoiqu’indirectement, par les soins du médecin français Stanislas la Roche, qui vaccina gratuitement plus de 2 000 personnes. En revanche, il semble que l’expédition ne parvint pas jusqu’en Guyane.
Parmi les raisons pour lesquelles le passage de Balmis au Venezuela fut une telle réussite figure aussi le fait que le directeur put consolider le travail accompli, sous la forme d’une structure stable, la Commission centrale de vaccination (Junta Central de Vacuna), mise en place dans le but d’assurer après son départ la continuité de la pratique vaccinale. De fait, la Junta de Vacuna de Caracas fera, dans le reste des territoires visités, figure de modèle à suivre. Ces commissions de vaccination devaient satisfaire à trois exigences principales : en premier lieu, chacune d’elles devait avoir un règlement propre ; deuxièmement, les postes de direction devaient être occupés par des personnalités éminentes de la société, le rôle des médecins restant essentiellement de nature technique ; et enfin, chaque Junta devait disposer d’une implantation physique, y compris une Maison de vaccination publique, pour éviter d’avoir à utiliser à cette fin les hôpitaux existants, ce qui pourrait susciter des perceptions négatives dans la population, les hôpitaux étant en effet associés à la maladie et à la mort.

### Scission
Afin de rendre la campagne plus efficace et la diffusion de la vaccine plus rapide, Balmis prit la décision définitive de scinder l’expédition en deux groupes. Il désigna le sous-directeur de l’expédition, José Salvany, comme chef de celle des deux équipes appelée à desservir, à bord de la brigantine San Luis, tout le royaume de Santa Fe, le Pérou et le Río de la Plata ; Salvany serait accompagné de l’assistant Manuel Julián Grajales, du stagiaire Rafael Lozano Gómez et de l’infirmier Basilio Bolaños. L’autre groupe, dirigé par Balmis lui-même, suivrait un autre itinéraire, qui le conduirait en Amérique centrale ; en feraient partie l’assistant Antonio Gutiérrez Robredo, le stagiaire Francisco Pastor, les infirmiers Ángel Crespo, Pedro Ortega, Antonio Pastor et l’intendante de la Casa de Expósitos. Salvany emmènerait avec lui quatre enfants, et Balmis six. De ces enfants, qui furent requis auprès du capitaine général Vasconcelos, il était demandé « qu’ils soient âgés de huit à dix ans à peu près, qu’ils soient robustes et bien portants, et qu’il n’aient jamais eu la variole, ni n’aient jamais été vaccinés » ; de même, il était demandé que pour chaque enfant une gratification de cinquante pesos fût accordée aux parents qui prêtaient leurs enfants dans ce but.
Il est à noter que dans les objectifs de Balmis, la composante scientifique ne faisait jamais défaut. Il s’agissait à cet égard de mener une observation rigoureuse, selon un protocole scientifique méticuleusement conçu, afin de consigner notamment les possibles conséquences de la vaccination, telles que les effets secondaires.

### L’expédition de José Salvany y Lleopart
Cette partie de l’expédition eut à franchir les plus grands obstacles et à souffrir les pires difficultés. Son périple débuta par un naufrage, au moment où la brigantine s’engageait dans l’embouchure du fleuve Magdalena, près de Barranquilla, dans la nuit du 13 mai 1804,. Les passagers réussirent à gagner le rivage sans perte de vies humaines, mais restèrent immobilisés là pendant trois jours, égarés avec les quatre enfants. Ils furent finalement dépannés par une autre embarcation et purent se rendre à Barranquilla et à Soledad, où les premières vaccinations furent administrées.

#### La Guaira ― Carthagène des Indes (du 8 au 24 mai 1804) et Santa Fe (du 17 décembre 1804 au 8 mars 1805)
L’équipe de Salvany fit son entrée à Carthagène des Indes le 24 mai et reçut le meilleur des accueils. Un grand nombre de personnes, plus de deux mille, furent vaccinées, opération dont tous les frais furent supportés par la municipalité et qui bénéficia de l’appui des personnes les plus influentes de la ville et du gouverneur lui-même. Carthagène fut constitué en foyer de diffusion, au départ duquel la vaccine partit pour le Panama, par les soins d’un religieux avec quatre enfants, et à partir duquel Salvany se proposait de faire parvenir la vaccine jusqu’à Buenos Aires. 
Salvany jugea opportun de créer deux groupes de vaccinateurs, et cette situation allait se reproduire plusieurs fois encore par la suite. Le premier de ces deux groupes, comprenant Salvany lui-même et l’infirmier Bolaños, et partant de Carthagène, en remontant le cours du fleuve Magdalena, propagèrent la vaccination dans différentes villes riveraines du fleuve. Dans la ville de Honda, Salvany tomba si malade que le vice-roi Antonio José Amar y Borbón, redoutant ce qui se passerait si Salvany mourût, dépêcha sur les lieux un médecin diplômé pour qu’il traitât son collègue catalan et se chargeât, le cas échéant, d’assurer la continuité de la vaccination, en vue de quoi le médecin s’était laissé accompagner de plusieurs enfants. Le sous-directeur de l’expédition cependant survécut à son mal, au prix de la perte de son œil gauche. Ce nonobstant, les résultats de cette première phase furent assez spectaculaires, avec des chiffres dépassant les 56 000 vaccinations.
À Santa Fe de Bogotá, capitale de la Nouvelle-Grenade, où les deux sous-groupes de cette moitié de l’expédition vouée à l’Amérique du Sud vinrent à se réunir de nouveau, les manifestations d’hommage, mais surtout le soutien déterminé et explicite du vice-roi Amar, se renouvelèrent. Cependant, le plus significatif de la campagne de vaccination en ce lieu ne fut pas seulement le nombre élevé de personnes vaccinées, mais avant tout la mise en place d’une organisation modèle : non seulement, il y fut établi une Commission de vaccination, mais encore l’on y créa une Commission de la santé (Junta de Sanidad), dotée de compétences en matière de santé allant bien au-delà de la seule mesure prophylactique qu’était la vaccination anti-variolique, pour s’étendre à tous les autres problèmes de santé publique,.

#### Quito (du 16 juillet au 13 septembre 1805); Lima (du 23 mai au 15 octobre 1806)
Les deux sous-expéditions, dans lesquelles l’expédition Salvany avait à son tour été subdivisée, pénétrèrent dans le territoire de la Real Audiencia de Quito, après avoir franchi au prix de grandes difficultés une partie de la cordillère des Andes. Derechef, Salvany tomba malade, de même d’ailleurs que les enfants qui l’accompagnaient, mais il n’y avait pas de temps pour récupérer et se rétablir ; en effet, de la ville de Quito, le président de l’Audiencia les réclamait en raison d’une poussée épidémique de variole. Tandis que le groupe de Salvany et Lozano poursuivit sa route prestement, l’équipe de Grajales et Bolaños se dirigea également sur Quito, mais par un itinéraire différent, avec le port de Guayaquil pour destination intermédiaire et dans le but ― non réalisé, pour motifs économiques ― d’apporter à Panama le fluide vaccinal. Les deux groupes finiront par se retrouver plus tard à Lima. Tout au long de leur voyage respectif, ils ne cesseront d’accomplir leur œuvre de vaccination ni de poursuivre leurs efforts d’instruction des médecins locaux.
À leur arrivée à Quito, les expéditionnaires furent accueillis comme d’authentiques héros. Cependant, il leur faudra bientôt se rendre à Lima, cette ville se trouvant elle aussi frappée par la maladie ; il apparut nécessaire d’augmenter le nombre d’enfants, et un religieux se joignit au groupe pour prendre soin d’eux,.
Lorsque les expéditionnaires arrivèrent à Piura, la première localité de la vice-royauté du Pérou abordée par l’expédition, Salvany calcula que, depuis son départ de Santa Fe, plus de cent mille vaccinations avaient été effectuées. Avant de se rendre à Lima, l’urgence causée par de continuelles poussées de variole dans des zones de peuplement proches porta Salvany à se déplacer vers Trujillo, Cajamarca et d’autres localités, le sous-directeur se souciant là aussi de former les médecins et sanitaires locaux, afin qu’ils pussent à leur tour procéder aux vaccinations.
Toutefois, il y eut de grandes résistances chez les ethnies indiennes contre la vaccination, et certaines en vinrent même à persécuter les vaccinateurs. L’hostilité fut telle parfois que, à Lambayeque p.ex., ils ne trouvèrent pas à se loger.
L’équipe arriva à Lima le 23 mai 1806 pour y séjourner pendant près de cinq mois. Antérieurement à l’arrivée de l’expédition, le vice-roi du Pérou, José Fernando de Abascal y Sousa, avait, compte tenu de la situation accablante occasionnée par une crise épidémique, sollicité le vice-roi de Buenos Aires, le marquis de Sobremonte, de lui procurer du liquide vaccinal, et, sous la supervision du médecin péruvien Pedro Belomo y Cervallos, les premières vaccinations avaient été effectuées. À Cuzco également, la vaccine était arrivée de Buenos Aires. Cependant, au moment où les expéditionnaires arrivèrent à Lima, la vaccine faisait déjà l’objet d’un négoce et sa mise en vente eut pour effet qu’une grande partie de la population n’avait pas accès au produit faute de moyens. Cette circonstance, ajoutée au fait qu’une partie de la population était déjà vaccinée, peut expliquer l’accueil peu amical que l’expédition reçut de la part des autorités civiles,. Les choses se gâtèrent à tel point que le vice-roi en personne et l’archevêque de Lima durent intervenir directement, mais il s’avéra malaisé de lutter contre les intérêts en place. Quand l’expédition abordait les villages circonvoisins de Lima, beaucoup de gens la fuyaient et ne souhaitaient pas faire vacciner leurs enfants, croyant que cela leur coûterait de l’argent. En dépit de ces contrariétés, Salvany réussit néanmoins à mettre sur pied là aussi une Junta de Vacuna et à créer le poste d’Inspecteur ou de Directeur général de vaccination. Entre-temps, le prestigieux médecin et professeur d’anatomie Hipólito Unanue présenta son collègue catalan au corps professoral de l’université San Marcos de Lima.

#### Arequipa ― La Paz (15 septembre 1807). Mort de Salvany à Cochabamba (21 juillet 1810)
Salvany, une nouvelle fois malade, trouva la mort à Cochabamba, le 21 juillet 1810, alors qu’il bataillait à nouveau pour obtenir des ressources financières et les appuis politiques nécessaires à la poursuite de son œuvre dans le Haut-Pérou.

#### Santiago du Chili ― Concepción ― Valdivia ― îles Chiloé (mai 1809 ― janvier 1812)
Il ne fut donc pas donné à Salvany de mettre le pied dans la capitainerie générale du Chili. Ce sont l’assistant Manuel Julián Grajales et l’infirmier Basilio Bolaños qui le firent au nom de l’expédition, et ce au départ de Lima et par voie maritime, en novembre 1807. L’expédition arriva ainsi à Valparaíso, où fut instaurée une Junta de Vacuna, et plus tard à Santiago du Chili, où les expéditionnaires démeurèrent huit mois, avant de poursuivre leur route vers la province de Concepción. Ils poussèrent plus avant vers le sud, non loin du détroit de Magellan, et l’un de leurs points de référence fut San Carlos (depuis lors rebaptisé Ancud), chef-lieu des îles Chiloé. De là cependant, force leur fut bientôt de fuir promptement à cause de l’insurrection en cours contre la métropole espagnole, les obligeant à remettre le cap sur le port de Callao en janvier 1812 pour ensuite se rendre à Lima. En l’absence de leur impulseur Salvany, cette équipe de vaccinateurs acheva sa mission sans avoir pu desservir, comme cela avait été prévu, la vice-royauté du Río de la Plata, où toutefois la vaccination était connue et pratiquée dès avant l’arrivée de Balmis en terre américaine.

### L’expédition de Francisco Javier Balmis

#### La Havane, du 26 mai au 18 juin 1804
Le voyage du Venezuela à Cuba, rendu difficile par les conditions météorologiques, prit un considérable retard par rapport à la date programmée, raison pour laquelle il fallut mouiller à la Havane au lieu de Santiago de Cuba. En outre, l’on eut à déplorer la mort d’un des enfants.
Un an avant l’arrivée de l’expédition, la vaccine avait été introduite dans l’archipel des Antilles grâce au médecin Tomás Romay, tout d'abord sans résultat, mais ensuite avec succès, après qu’eut débarqué à la Havane la jeune dame María Bustamante, partie en février 1804 de la ville portoricaine d’Aguadilla, en emportant avec elle son propre fils de dix ans ainsi que deux de ses petites servantes, de huit et seize ans, tous vaccinés peu avant le départ et porteurs à leur arrivée, neuf jours plus tard, de pustules en pleine maturité. Les résultats obtenus par Romay surprirent agréablement Balmis, qui donna son aval au travail préliminaire accompli par Romay, au grand bénéfice des objectifs de l’expédition. Une Junta Central de Vacuna fut installée à la Havane, dans la droite ligne de ce qui avait été créé en d’autres endroits, avec la particularité cependant que ses activités fusionnèrent avec celles de la Sociedad Económica de Amigos del País déjà en place. Le nombre de vaccinés dans toute l’île semble avoir dépassé les 15 000 personnes. 
Se posa alors le problème important de ne pouvoir trouver une relève d’enfants suffisante pour poursuivre l’œuvre vaccinale dans l’escale suivante, la vice-royauté de Nouvelle-Espagne. En effet, la requête portant sur quatre enfants adressée par Balmis au capitaine général de l’île, le marquis de Someruelo, fut rejetée, et il fallut avoir recours à l’achat d’esclaves, à savoir trois femmes, et à l’achat des services d’un enfant, le tout financé par le directeur de l’expédition pour 250 pesos.

#### Sisal (péninsule du Yucatán), 25 juin 1804 ― Acapulco, 8 février 1805
Le port de Sisal, où accosta le María Pita, est assez proche de Mérida, chef-lieu du Yucatán. La lymphe vaccinale avait déjà été introduite dans la vice-royauté plusieurs semaines auparavant ; p.ex., à Mexico, cinq enfants de l’hospice des enfants trouvés (Casa de Expósitos) et deux autres avaient été vaccinés un mois avant l’arrivée de Balmis ; encore que la vaccination n’eût pris que dans cinq des sept, la continuité du fluide vaccinal était ainsi garantie. Trois médecins avaient été spécialement commissionnés pour veiller au bon déroulement de la procédure et faire rapport circonstancié au vice-roi José de Iturrigaray sur la situation dans son ressort. À Mexico, il s’agissait non seulement d’assurer l’habituelle logistique de la vaccine, mais la capitale de la Nouvelle-Espagne devait être le lieu où serait établi un réseau modèle de centres de vaccination capable de perpétuer l’activité préventive à travers une chaîne bien organisée et réglementée de vaccinations, avec mission en outre d’instruire la communauté médicale mexicaine, encore débutante en matière de vaccination, d’obtenir la coopération des autorités et, enfin, de convaincre la population. Une procédure avait donc déjà été mise en place permettant de disposer d’une constante réserve de vaccine, procédure dans le cadre de laquelle la ville de Mexico fut subdivisée en huit « grands quartiers », et ceux-ci à leur tour subdivisés en quatre « petits quartiers ». Chaque « quartier » était tenu de fournir, selon un système de rotation, un nombre déterminé d’enfants. Un schéma similaire à celui de la capitale devait ensuite être établi dans les provinces afin d’y permettre la diffusion de la vaccine.

#### L’expédition collatérale de Pastor au Guatemala
Balmis, informé du travail réalisé par Miguel José Monzón dans le Campeche, estima que l’action de Monzón avait été préjudiciable et envoya l’un de ses assistants, Antonio Gutiérrez, pour se rendre compte sur place, en même temps que d’effectuer les tâches de vaccination habituelles. Gutiérrez allait accompagné de Francisco Pastor, à qui avait été confiée la mission subsidiaire de se rendre dans la capitainerie générale du Guatemala. Le périple les conduisit de Yucatán à la lagune des Terminos, puis le 20 juillet 1804 à Villahermosa, chef-lieu de la province de Tabasco. L’étape suivante fut Ciudad Real de Chiapas (actuelle San Cristóbal de Las Casas), sise dans une zone de selve très dense dans le nord de la capitainerie. Le gouverneur du Yucatán, Miguel de Castro y Araoz, mit quatre porteurs à leur disposition et rétribua de cinquante pesos les parents de chaque enfant recruté, en plus de donner à ces enfants deux jaquettes, deux pantalons, deux paires de guêtres et un chapeau. Dans la ville de Guatemala, l’on procéda, en plus d’un nombre important de vaccinations, à la mise en place d’une Junta Central de Vacuna, qui était tenue de se réunir périodiquement non seulement pour traiter d’aspects organisationnels, mais aussi pour mener des discussions scientifiques ; tous les six mois, le secrétaire devait présenter un rapport complet au gouverneur.

#### Nouvelle-Espagne, Mexico

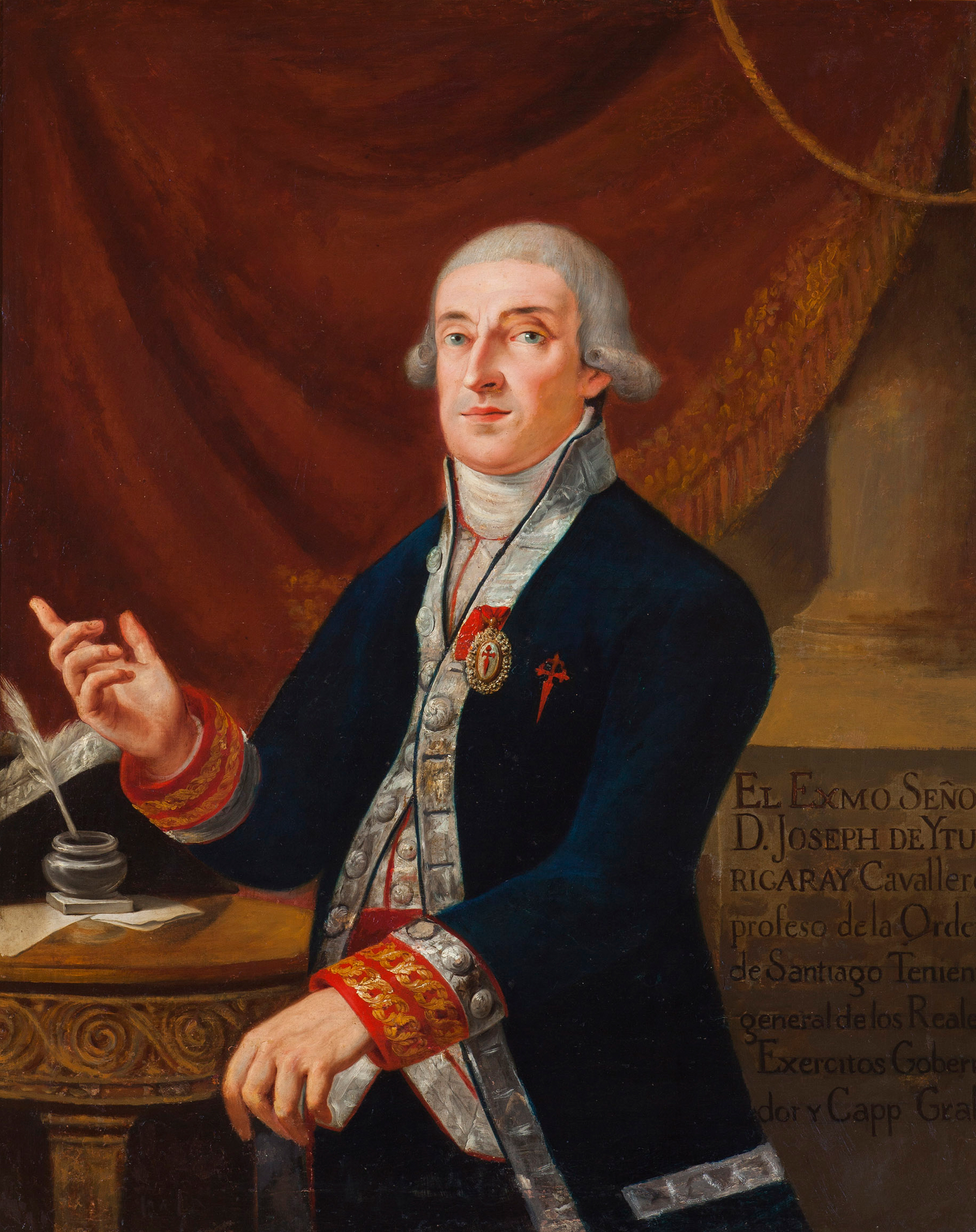
Le vice-roi de Nouvelle-Espagne José de Iturrigaray n'offrit à Balmis qu'une coopération a minima.

Le María Pita appareilla de Sisal et accosta le 24 juillet à Veracruz après une traversée épuisante de dix jours, au cours de laquelle les membres de l’expédition tombèrent tous malades sous l’effet du climat torride et humide et de la dysenterie, et où Balmis lui-même crut avoir contracté la fièvre jaune.
À leur arrivée, les expéditionnaires ne rencontrèrent que fort peu d’enthousiasme. Alors que les vésicules des enfants étaient arrivées à maturité, il fut impossible de trouver le moindre volontaire. Le réservoir de vaccine risquait ainsi d’être mis en péril, et les autorités durent recruter dans l’armée un certain nombre de volontaires, la vaccination réussissant alors chez trois d’entre eux. Balmis, malade et moralement affecté par l’indolence de la population qui refusait de faire vacciner ses enfants, quitta Veracruz beaucoup plus tôt que la date prévue. Ce nonobstant, plusieurs médecins locaux reçurent les instructions nécessaires et se virent remettre un exemplaire de son Traité.
Arrivé plus tôt que prévu, et de surcroît nuitamment, sans que le vice-roi en eût reçu notification, Balmis se vit frustré de l’accueil qu’il avait escompté. Son grand souci sera de faire exécuter les consignes du roi d’Espagne et que le vice-roi assumât ses responsabilités en prenant sous sa protection les enfants de l’expédition, aux frais des pouvoirs publics, et en offrant aux expéditionnaires une résidence officielle. Quant au travail de vaccination, Balmis eut à affronter nombre d’obstacles ainsi que l’apathie et la résistance persistante de la population, de sorte que, en dépit des annonces préalables (avec insistance sur la gratuité), il n’y eut la première journée que sept personnes à se laisser vacciner et la deuxième journée seulement neuf. Balmis fut chargé par le vice-roi d’élaborer un plan, comportant y compris une série de mesures propres à perpétuer et propager la vaccine, lequel fut remis le 6 septembre 1804. Ce plan prévoyait, en ce qui concerne l’organisation de la vaccination dans l’ensemble de la vice-royauté, de créer dans les autres grandes villes, en prenant la capitale comme référence, où se trouvait une Junta Central de Vacuna, un réseau de commissions de vaccination de rang inférieur, entre lesquelles devait s’établir une interconnexion réelle et se produire un échange de points de vue et d’expériences. Nul membre de ces commissions ne devait recevoir quelque émolument que ce fût. La Commission centrale (Junta Central) serait organisée selon un organigramme précis avec système de rotation annuel très élaboré, comprenant un exécutif permanent, un membre chargé du versant scientifique, huit personnalités de la société civile et militaire de la ville, et six médecins de renom. Seuls des médecins dûment accrédités seraient habilités à administrer la vaccine, et l’ancienne variolisation serait strictement interdite. En cas d’épidémie de variole en tel ou tel lieu, un médecin serait aussitôt diligenté pour coordonner les actions et instruire les médecins locaux. Cependant, le vice-roi se montra peu enthousiaste et voulut d’abord se concerter ; toujours est-il que rien de ce qui était prevu dans le projet de Balmis ne se réalisa durant le séjour des expéditionnaires en Nouvelle-Espagne.

#### Autres villes de Nouvelle-Espagne
La localité suivante abordée par l’expédition fut Puebla, où Balmis arriva le 20 septembre 1804 et où il lui fut fait très bon accueil tant de la part des autorités civiles, par la personne de l’intendant Manuel de Flon, que de l’évêque. La proclamation que l’intendant avait fait publier à l’adresse de la population se révéla bénéfique, ce qui vérifia la thèse de Balmis selon laquelle le concours des autorités locales était fondamentale pour obtenir que les gens se vaccinent.
L’institution fondée à Puebla, la Junta Central Filantrópica de San Carlos de Puebla, bien que subordonnée à la Commission centrale basée dans la capitale, joua un rôle prééminent dans la province, impulsant en outre la création de commissions correspondantes dans d’autres localités. Lorsque Balmis quita la ville vers la mi-octobre, l’organisation était déjà très consolidée, de sorte qu’à la mi-décembre près de 12 000 personnes avaient pu être vaccinées. Pour maintenir la chaîne, les prêtres des paroisses fournissaient tous les neuf jours un contingent rotatif de quinze enfants non immunisés à vacciner. Les autres villes desservies furent e.a. Oaxaca, Guadalajara des Indes, Zacatecas, Durango, Valladolid et San Luis Potosí. En tant que de besoin, l’expédition était scindée en deux groupes.
En définitive, le bilan mexicain de l’expédition peut, malgré les obstacles, être considéré comme positif, tant quant au nombre de personnes vaccinées ― jusqu’à 100 000 personnes sur tout le territoire de la vice-royauté selon certains chiffres ― que, plus particulièrement, quant aux infrastructures stables léguées par Balmis, savoir : les Juntas de Vacuna et les réseaux de centres ou de postes sanitaires, où les vaccins étaient administrés et des formations dispensées à un grand nombre de professionnels de la santé, afin d’assurer la continuité de l’entreprise.

#### Philippines

Trajet de l’expédition aux Philippines.

La prochaine étape de la campagne était les Philippines. Une des difficultés était de trouver un galion de capacité suffisante que pour emporter entre 40 et 48 passagers. Le vice-roi cependant estimait prioritaire d’utiliser le premier galion en partance pour Manille pour le transport de troupes. Au surplus, un autre groupe de passagers arrivés d’Espagne, frères dominicains, sœurs carmélites et frères augustins, avaient différé leur voyage à Manille pour laisser place justement aux soldats. Balmis prit contact avec Ángel Crespo, alors commandant du Magallanes, prochain navire à destination de Manille, qui lui assura qu’il se serrerait pour créer de la place pour les expéditionnaires et s’engagea à fournir une alimentation adéquate et des cabines réservées. Les expéditionnaires obtinrent, après de longs atermoiements du vice-roi, l’autorisation de partir pour la ville portuaire d’Acapulco le 27 janvier et s’embarquèrent sur le Magallanes le 8 février 1805.
Les cinq semaines que dura la traversée entre Acapulco et Manille seraient lourdement marquées par les dissensions entre Balmis et le capitaine du Magallanes. Comme de juste, le bateau était bondé : des militaires, 75 religieux, Balmis et ses six assistants, plus les 26 enfants orphelins et l’équipage. La nourriture laissait à désirer. Les plus mal lotis étaient les enfants : ils dormaient entassés à même le sol, dans un endroit sale, sujet à de continuelles secousses dues au roulis ; malgré les efforts pour les garder séparés, on ne put empêcher de nombreuses vaccinations accidentelles, provoquées par les contacts involontaires pendant leur sommeil, à tel point que, les vents n’eussent-ils été favorables, il est fort probable que la chaîne de vaccination se fût rompue.
Les expéditionnaires enfin arrivés à Manille, il n’y eut personne pour les accueillir. Balmis se mit aussitôt en rapport avec le capitaine général des Philippines, Rafael María de Aguilar, pour le solliciter de donner tous ordres propres à pourvoir à l’hébergement des expéditionnaires et des enfants. Ce sera finalement la municipalité de Manille qui les prendra en charge, les logeant dans des locaux qualifiés par Balmis d’« indécents et misérables ». Ce nonobstant, l’œuvre de vaccination débuta dès le 16 avril, 24 heures après le débarquement. Derechef, ni les hauts fonctionnaires, ni la haute hiérarchie de l’Église ne se mobilisèrent ; en revanche, d’autres autorités de moindre rang comme le doyen de la cathédrale ou le sergent-major de la milice se révélèrent d’infatigables défenseurs de la vaccination, produisant un effet positif sur la population indigène, à telle enseigne que début août, quelque 9 000 personnes purent être vaccinées dans la capitale. Certes, le gouverneur prêta diligemment son concours à la mise en place de la structure d’organisation, tant le Conseil de vaccination qu’un centre de vaccination. Un Règlement fut élaboré à l’effet de maintenir et perpétuer la lymphe vaccinale dans l’archipel.

#### Chine
La santé de Balmis avait eu à pâtir du long voyage, de la chaleur et de la dysenterie dont il venait de se remettre, et comme il n’y avait pas de possibilité dans l’immédiat de regagner la Nouvelle-Espagne ou l’Europe, il lui parut opportun de rechercher un climat plus salubre. Instruit de ce que la vaccine n’avait pas encore atteint la Chine, il requit et obtint la permission de se rendre dans la colonie portugaise de Macao (c'est-à-dire, et pour la première fois au cours de l’expédition, dans un territoire non sous la tutelle de la couronne espagnole), et quitta Manille le 3 septembre 1805 en compagnie de Francisco Pastor et de trois jeunes pour servir de réservoir d’exsudat vaccinal. Au terme de la traversée, qui se compliqua d’un typhon, il prit, afin d’avoir accès aux autorités locales et à la difficile bureaucratie chinoise, contact avec les responsables de la société commerciale Compañía Real de Filipinas, mais ceux-ci lui furent de peu d’utilité ; en revanche, il bénéficia du soutien déterminé de l’évêque de Macao. Le 5 octobre, Balmis et son équipe mirent voile sur Canton dans l’intention d’apporter, à partir de cette ville, la vaccination dans le reste de la Chine. Il ne put faire grand-chose cependant, malgré le concours prêté par les agents de la British East India Company, qui avaient d’ailleurs déjà procédé eux-mêmes (sans succès) aux premières tentatives d’introduction de la vaccine à Canton au départ de Bombay, de Madras, du Bengale et de la Malaisie. Rien ne pouvant vaincre la résistance des autorités chinoises, l’on ne réussit à vacciner qu’une vingtaine de personnes.
Il ne restait à Balmis plus guère autre chose que de prendre passage sur le premier bateau à destination de l’Espagne ; il s’agira du navire portugais Bom Jesus de Alem, qui appareilla pour Lisbonne en février 1806. Il dut faire appel, pour financer son voyage de retour, à l’aide d’un agent de la Real Compañía Filipina à Canton, lequel lui prêta les 2 500 pesos nécessaires. Il consacra le temps qui lui restait à apprendre l’art chinois et à s’initier aux singularités de la médecine, de la chirurgie, de la pharmacie, de la physique et de la chimie traditionnelles chinoises. En même temps, il exécuta des centaines de dessins de la flore asiatique et embarqua à bord dix grandes caisses de plantes exotiques à l’intention du Jardin botanique de Madrid,.

#### Sainte-Hélène et retour en Espagne
Sur le chemin de retour vers l’Espagne, Balmis, qui avait emporté avec lui une quantité de vaccine dans le but d’introduire la vaccination à l’île Sainte-Hélène, tenta de convaincre les autorités britanniques de l’île, en particulier le  gouverneur Robert Patton, de l’opportunité de vacciner sur l’île. Après avoir prononcé une série de conférences à l’intention des médecins locaux et des notables, sans omettre d’indiquer qu’il s’agissait d’une invention anglaise, les autorités de l’île finirent par donner leur assentiment, et tous les enfants de Sainte-Hélène furent vaccinés.
Après un bref séjour dans la capitale portugaise, Balmis loua une voiture et s’en retourna à Madrid d’abord, pour ensuite poursuivre sa route vers San Idelfonso, où Charles IV avait installé sa cour et où Balmis connut son grand jour de gloire lorsque, le 7 septembre 1806, il fut reçu par le roi, qui le félicita pour le succès de la campagne.
En août 1808, ayant refusé de faire allégeance à Joseph Bonaparte, il fut proscrit et vit ses biens confisqués. Pendant l’occupation française, la maison de Balmis à Madrid fut mise à sac, et c’est à cette occasion sans doute que le journal de Balmis a été perdu. Ayant fui pour Séville, puis pour Cadix, il fut l’un des premiers à faire partie de la Junte centrale, qui gouverna le pays en l’absence du roi.
Les guerres d’indépendance américaines mirent à bas les réseaux de vaccination par lui créés, et, la conservation du fluide vaccinal n’étant dès lors plus assuré que sporadiquement, il ne sera plus possible dans la plupart des villes de vacciner contre la variole.

## Hommages

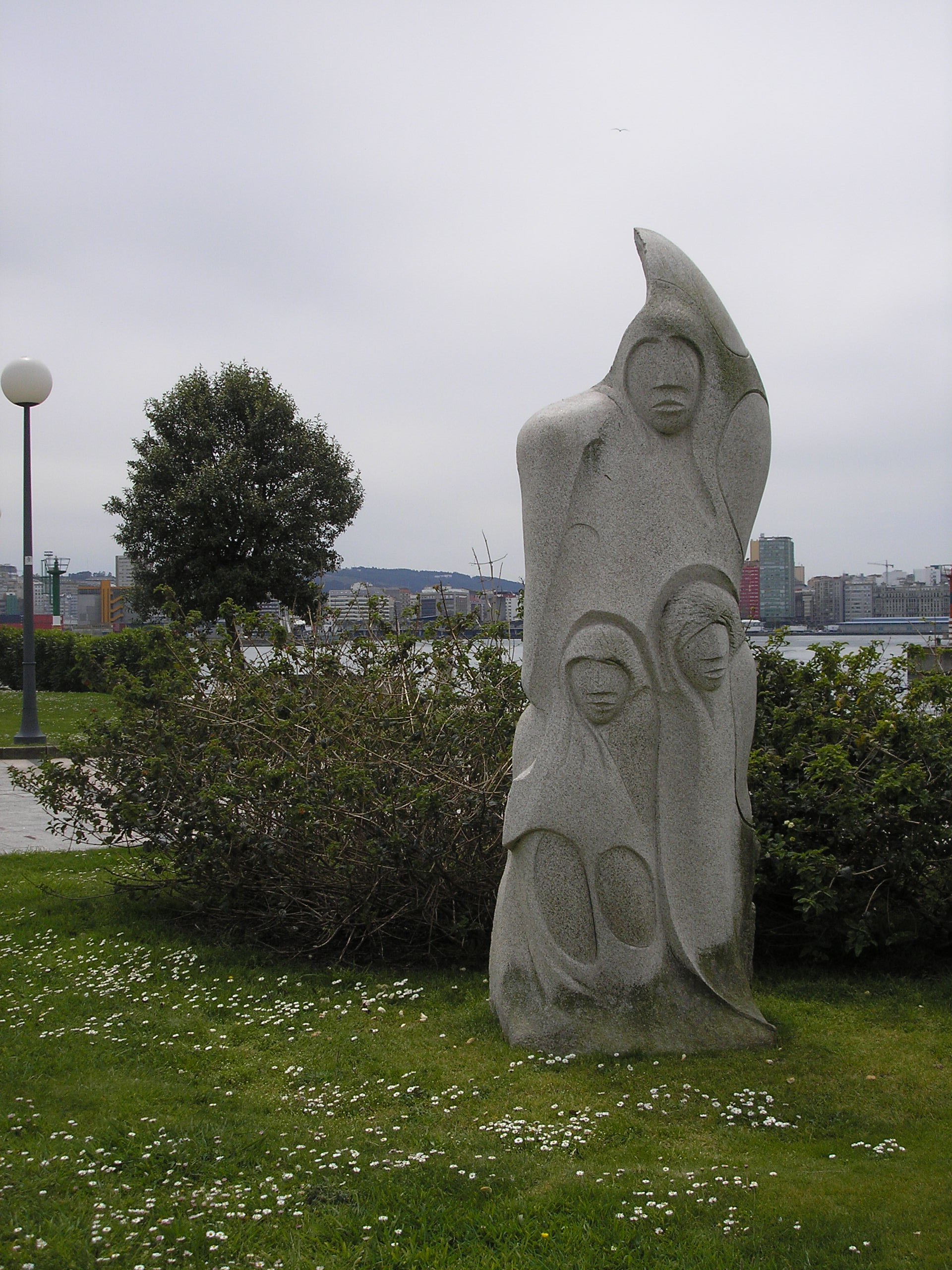
Monument situé rue Parrote, dans le port de la Corogne, dressé en hommage aux enfants orphelins ayant participé à l’expédition Balmis.

Le découvreur de la vaccination, Edward Jenner, formula à propos de l’expédition Balmis le jugement suivant :

« Je ne puis imaginer que dans les annales de l’Histoire l’on puisse fournir un exemple de philanthropie plus noble et plus grand que celui-là. »

L’explorateur Alexander von Humboldt écrivit en 1825 à propos de l’expédition :

« Ce voyage restera comme le plus mémorable dans les annales de l’Histoire. »

Un diplomate britannique déclara :

« Les Espagnols ont fait progresser la vaccination avec un succès étonnant dans leurs États de l’Amérique méridionale. Ils y ont été secondés par leurs ecclésiastiques avec un zèle confinant à l’enthousiasme. »

Le médecin et historien espagnol Anastasio Chinchilla nota dans sa monumentale Historia de la Medicina Española : 

« On peut assurer que Balmis et ses compagnons ont été les médecins qui ont rendu les plus grands services à l’humanité et qui ont ajouté le plus de gloire au renom de l’Espagne [...] Cette entreprise fait à la médecine espagnole autant d’honneur qu’en a fait à la milice la découverte de l’Amérique par Christophe Colomb. »

Une encyclopédie médicale française de 1820 consacre un article à BALMIS (François-Xavier), où on peut lire :

« C’est à Balmis que l’Amérique espagnole, les Philippines, la Chine et l’île de Sainte-Hélène, où il relâcha lors de son retour en Europe, doivent le bienfait de l’introduction de la vaccine. Le nom de ce chirurgien mérite une place honorable parmi ceux des bienfaiteurs de l’humanité ; jamais voyage de long cours ne fut plus utile aux hommes, et pourtant le nom de ce philanthrope espagnol est à  peine connu chez nous. »

— Dictionnaire des sciences médicales. Biographie médicale, tome premier. Éd. Pancoucke, Paris 1820.

## Dans la littérature
L’expédition servit de matériau littéraire à plusieurs romans, dont :
- ...Y llegó la vida. Estampas de descubrimiento y difusión de la vacuna antivariólica, de l’écrivain Enrique Alfonso[96], qui est le premier en date et semble un ouvrage assez bien documenté.
- La soledad de Balmis, d’Enrique V. García et publié en 2005[97], qui nous présente un Balmis bricoleur de romances dans ses jeunes années, puis ayant une fiancée de jeunesse, connaissant diverses déceptions sentimentales au Mexique, contractant un mariage tardif mais éphémère avec une femme d’Alicante, et pour finir, concevant un grand amour secret pour Isabel de Cendala y Gómez. Balmis, qui apparaît dans le roman comme narrateur à la première personne, dépeint Isabel Zendal comme « grande, celtique, aux lèvres minces, au nez effilé, le geste sobre, la peau jaune roussâtre, ni belle ni laide », dont le rôle ira croissant au fur et à mesure qu’elle donnera, au long du voyage, des preuves de sa professionnalité et de ses capacités de médiation entre l’intransigeant directeur de l’expédition et les autres personnages. Balmis du reste commence peu à peu à s’aviser de sa « beauté mûre et sereine, de facture douce, souriante, qui recèle un secret ». Après qu’il lui a été révélé qu’un des enfants de l’expédition est le fils d’Isabel, Balmis, qui le prend d’abord très mal mais finit par comprendre, voit ensuite ses sentiments s’intensifier et se teinter de volupté sous les touffeurs de La Havane. À la fin de sa vie, Balmis reçoit une longue lettre dans laquelle Isabel, décédée entre-temps, lui avoue qu’il a été le grand amour de sa vie. Balmis, ému et sachant ses sentiments partagés, peut désormais reposer sereinement.
- Enfin, Saving the World: A Novel (trad. française sous le titre Sauver le monde)[98] de l’écrivaine américaine d’origine dominicaine Julia Alvarez. Cette œuvre, qui bénéficia d’un important lancement publicitaire et eut même les honneurs d’un commentaire dans la revue médicale JAMA, apporte une autre version encore de la vie d’Isabel Sendales y Gómez, à travers le récit de deux femmes, Alma et Isabel, ― la première étant un auteur contemporain, qui, en proie à une crise dans sa vie personnelle, découvre en la deuxième, sur qui elle décide d’écrire un livre, une source d’inspiration ―, Julia Alvarez présente la figure d’Isabel Zendal Gómez comme ayant contracté elle-même la variole, événement qui marqua sa vie et la détermina, après un précoce veuvage, à se faire employer à l’hospice des enfants trouvés de la Corogne. Enrôlée dans l’expédition Balmis, et devenant ainsi témoin d’une grande aventure, elle tient un carnet, y consignant notamment comment elle raconte aux enfants des contes pour les délivrer de leurs peurs, et apprend la technique de l’inoculation. Dévouée et excellente professionnelle, femme exemplaire, elle se consacre au soin des enfants et, l’expédition une fois terminée, continue de suivre leur parcours. Elle entretient avec Balmis, de qui elle sait qu’il a une épouse à Madrid, des rapports de collaboration professionnelle empreinte de respect mutuel. Ils se retrouveront plus tard plusieurs fois au Mexique, où elle travaille comme soignante et où Balmis retourne quelques années après l’expédition. Le thème central du roman est la subjectivité et la vitalité de l’univers féminin ; en effet, comme l’indique la narratrice, « nos vies n’appartiennent pas qu’à nous-mêmes, mais aussi à ceux qui nous aiment ».
- Javier Moro, L'Expédition de l'espoir, Paris, Éditions Robert Laffont, 16 mai 2018, 448 p.  (traduction par Eduardo Jiménez de l’original espagnol A flor de piel, éd. Seix Barral 2011)[99].

## Addenda

### Les enfants vaccinifères

#### Nécessité d’un réservoir humain
Lors de cette campagne de vaccination, il apparut impératif d’avoir recours à des enfants, attendu qu’il n’y avait aucune autre manière de transporter le vaccin de façon fiable, sans que celui-ci ne s’altérât et perdît son pouvoir immunogène. Auparavant déjà, des tentatives avaient été faites de transporter le vaccin par d’autres moyens, mais toutes avaient échoué : l’on avait essayé d’abord de le transporter au moyen d’animaux inoculés, mais le besoin de grandes quantités de fourrage en vue de longs trajets maritimes rendait le coût du transport prohibitif ; plus tard, l’on s’ingénia à transporter le fluide vaccinal prélevé sur l’animal dans des récipients de verre fermés hermétiquement à l’aide de cire et enveloppés dans un tissu noir pour le préserver de l’air et de la lumière, mais la durée du voyage — près de deux mois — et les hautes températures dans les Caraïbes rendaient cette méthode inefficace.
Les enfants dits vaccinifères, emmenés par l’expédition pour assurer la continuité de la chaîne logistique de vaccine, furent donc durant le voyage soumis chacun tour à tour à la vaccination, de bras à bras, à l’effet de garder le virus frais et doté de son entier pouvoir vaccinatoire. Quoiqu’il soit indifférent que la vaccine, transmise ainsi, le soit par un adulte ou un enfant, l’expédition Balmis privilégia les enfants dans ce rôle parce que ceux-ci offraient plus de garantie. Un adulte en effet pouvrait s’être immunisé par le virus naturel sans avoir manifesté de signe de la maladie ; comme les épidémies de variole se produisaient périodiquement, seul le jeune âge de l’individu était garant de ce qu’il n’avait jamais contracté la variole auparavant et de ce qu’il présenterait, n’ayant très probablement pas été immunisé, les signes extérieurs de la maladie, plus particulièrement les lésions cutanées desquelles pourra être prélevée la vaccine. 
Le nombre d’enfants dont l’expédition aurait besoin était estimé en fonction du temps à parcourir, et non en fonction de la distance à franchir. Dans le projet de l’expédition Balmis, il avait été établi une proportion de 12 à 16 enfants par période de 25 ou 30 jours.

#### Recrutement en Espagne
C’est parmi les enfants abandonnés et dans les hospices d’enfants trouvés qu’il fut décidé de recruter les enfants vaccinifères. En effet, ces enfants pouvaient si nécessaire être utilisés au service de l’État ; l’un de ces services à l’État était précisément la préservation de la santé publique, et les enfants pouvaient donc, au début du XIXe siècle, être requis à des fins médicales. Les dispositions à prendre en vue de la levée de ces enfants impliquaient l’ensemble des autorités, tant civiles que militaires et ecclésiastiques. La plupart du temps, les autorités régionales avaient compétence sur la gestion des institutions de bienfaisance ; cela valait également pour les territoires d’outremer. Les personnes compétentes allaient être appelées à mettre à exécution, dans leurs régions respectives, les mandats émis par la Couronne.

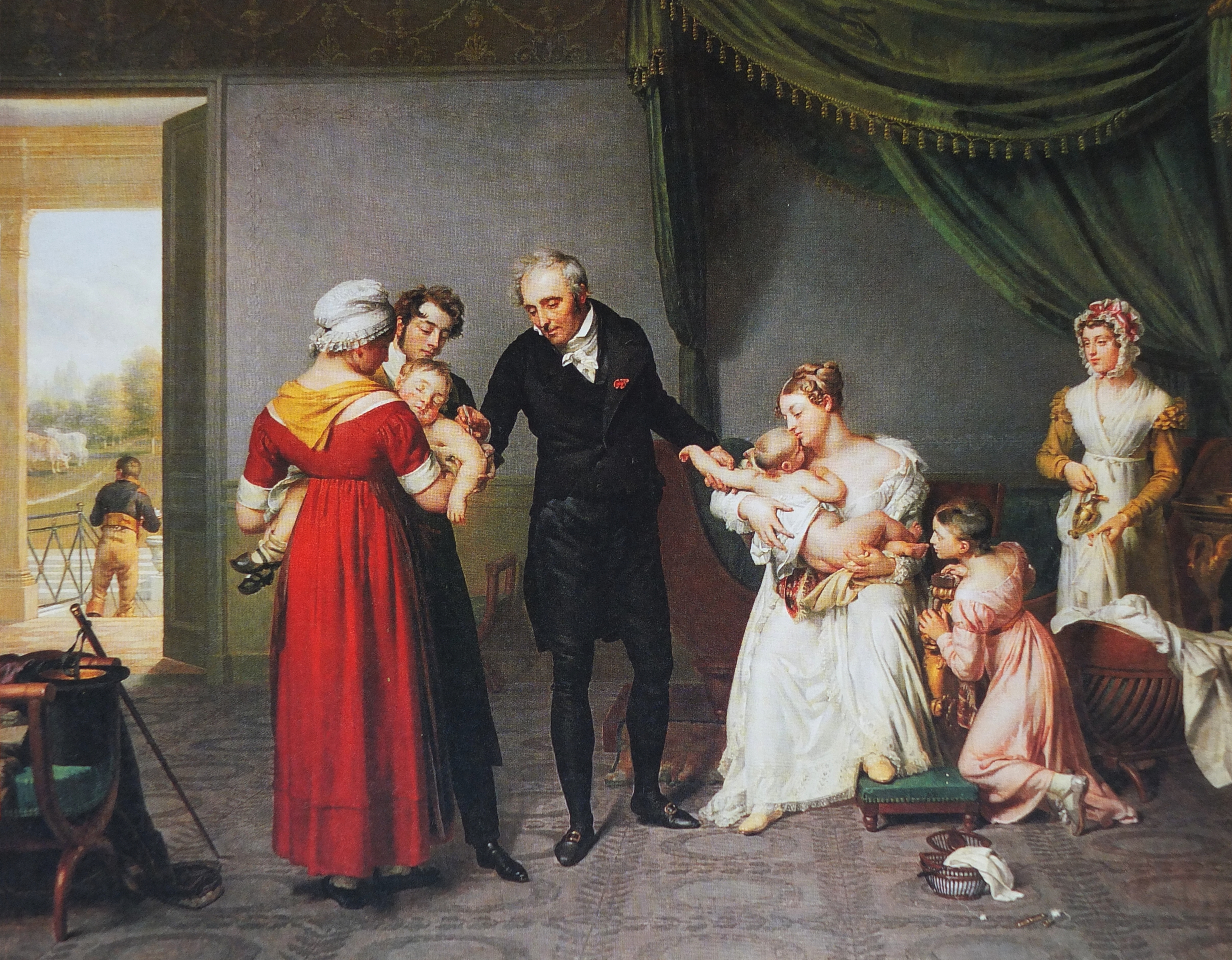
Vaccination de bras à bras, tableau de Constant-Joseph Desbordes.

Pour réaliser la traversée de l’Atlantique, Balmis avait à l’esprit un nombre d’enfants variant de 15 à 20, provenant de préférence de la Casa de Niños Expósitos (hospice des enfants trouvés) de Saint-Jacques-de-Compostelle. Le choix de cette institution particulière peut s’expliquer, selon l’historienne Susana María Ramírez Martín, par quatre raisons : d’abord, parce que l’expédition allait prendre le départ de la Corogne, et que l'on voulait éviter d’ajouter au périple le trajet entre Madrid et le port d’embarcation ; deuxièmement, l'hospice concerné se situant près de la mer, l’on escomptait que les enfants ne craindraient pas la navigation ; troisièmement, parce que la Galice se trouvait dans une zone très à l’écart sur le territoire espagnol et qu’il pouvait donc être supposé que ni la variolisation, ni la vaccination ne l’eussent atteinte fin 1803 ; et quatrièmement enfin, parce que l’hospice de Madrid n’hébergeait pas d’enfants de plus de huit ans et que la quasi-totalité des enfants qui y résidaient avaient déjà participé à des projets officiels expérimentaux de vaccination. Cependant, l’on résolut finalement de faire appel à des enfants d’hospices madrilènes pour le trajet par terre et à des enfants galiciens pour le voyage par mer.
Ainsi Balmis envoya-t-il dix enfants transporter la vaccine de Madrid à la Corogne. Il fut recommandé à l’intendant militaire de la Corogne de veiller à « restituer les six enfants à Madrid dès que possible et de pourvoir de vêtements ceux qui s’embarquent dans l’expédition », ce dont on peut déduire que quatre des dix enfants madrilènes furent emmenés en Amérique au départ de la Corogne. 
Quant aux enfants sous la garde des hospices galiciens, il apparut qu’ils ne vivaient pas tous dans les bâtiments de l’institution, mais que beaucoup avaient été répartis dans des familles éparses. En conséquence, force fut à l’administrateur de l’hospice, dans une lettre à l’archevêque de Saint-Jacques-de Compostelle, d’informer celui-ci qu’il sera impossible à Balmis d’accomplir la sélection des enfants au jour 25, car

« […] la plupart des enfants appelés à se présenter se trouvent dans des paroisses qui sont situées à distance considérable de cette ville et qui ne se suivent pas, mais sont écartées de plusieurs lieues ; ce nonobstant, les commissionnés seront chargés de commencer leur diligence par les plus proches, et de s’en acquitter sans retard. »

Le secrétaire de l’Hôpital royal de Saint-Jacques-de Compostelle expédia une ordonnance à chacun des chefs commissionnés de chaque groupe de villages, énonçant :

« Mandons et ordonnons que vous vous rendiez immédiatement dans les paroisses du canton nommé ci-joint et que vous constatiez par les moyens les plus opportuns quels enfants s’y trouvant n’ont pas encore contracté la variole et que vous fassiez savoir aux personnes ayant charge de ceux-ci qu’il a été établi qu’ils ne l’ont pas contractée et qu’ils aient à se présenter avec eux ici dans cette maison royale, étant entendu qu’ils seront indemnisés de leurs frais pour un montant considéré raisonnable, et que, s’ils négligent de se présenter comme il leur aura été intimé, il sera procédé contre eux et contre leurs biens de toutes les façons qu’il conviendra, ceci afin que se réalisent les désirs royaux et que soit donné suite aux intentions de S.M. sans que nulle justice ni personne ne s’y oppose ni ne les contrarie sous quelque prétexte, et qu’au contraire, en vertu des attributions dont nous nous trouvons investis, ils nous apportent tout le concours nécessaire […]. »

Au moment où l’expédition appareillera d’Acapulco à destination des Philippines, il restera, sur les 22 enfants partis de la Corogne, à charge du vice-roi de Nouvelle-Espagne « 21 [enfants], attendu que le dernier restant demeura provisoirement auprès de sa mère, l'intendante de l’hospice des enfants trouvés de la Corogne ».

#### Critères de sélection
Les conditions auxquelles devaient satisfaire les enfants pour être admis à transmettre la vaccine étaient fixées dans la circulaire type envoyée à tous les territoires destinés à être desservis par la campagne. Il y était stipulé que l’expédition avait besoin d’un certain nombre d’enfants, « préférant les enfants trouvés lorsqu’il y en a, et moyennant le consentement des parents, s’ils se trouvent être connus ». La situation économique des familles faisait que les enfants étaient généralement cédés en échange d’argent ; cela représentait un pécule pour la famille et une bouche de moins à nourrir. Il était recommandé aux gouverneurs des territoires d’outremer qu’ils « mettent à la disposition du Directeur les enfants dont il aura besoin, sous réserve du consentement de leurs parents, les assurant qu’ils [les enfants] seraient bien traités et que l’on veillerait à leur éducation et à leur installation. Ces enfants seront hébergés et soignés à la charge du Trésor public, seront bien traités, entretenus et éduqués, jusqu’à ce qu’ils aient un emploi ou une situation qui leur permettent de vivre, en accord avec leur classe. Seront restitués à leur village d’origine ceux qui auront été emmenés sous cette condition ». Il y était précisé en outre que les autorités américaines étaient tenues de pourvoir à l’entretien des enfants, non des autres membres de l’expédition, dont les frais d’entretien étaient à charge de la métropole.
Les conditions que devaient remplir les enfants destinés à participer à l’expédition étaient : avoir plus de 8 ans et moins de 10 ; et n’avoir jamais contracté de variole ni naturelle, ni inoculée, et n’avoir jamais non plus été vacciné. Les critères de sélection des enfants étaient très stricts lorsqu’un grand nombre se présentait au sélecteur, et très souples quand les candidats se faisaient rares. Dans quelques territoires, l’on en vint à offrir de l’argent pour convaincre les familles d’autoriser l’enfant à participer à l’expédition.
Les autorités publiques, incarnées en l’espèce par les expéditionnaires, s’engageaient à bien traiter les enfants participant à la campagne ; il était prévu de « renvoyer les enfants chez eux aux frais du Trésor royal », et, précise et rappelle une missive du ministre José Antonio Caballero, dans le cas où les enfants ne retourneraient pas à leur lieu d’origine « qu’ils soient entretenus et éduqués aux Indes, et installés opportunément, selon leur classe et aptitudes. En préférant ceux qui n’ont pas de parents connus, ou, à défaut, ceux que les parents remettront volontairement à cet effet ; étant entendu qu’ils seront bien traités et que seront renvoyés aux frais du Trésor royal ceux inoculés lors du voyage par terre, et que ceux que auront fait la navigation soient entretenus et éduqués aux Indes, et placés opportunément, selon leur classe et aptitudes ».
Du reste, les enfants que les autorités locales choisissaient n’étaient pas toujours les plus appropriés pour transporter la vaccine, et Balmis aura plus d’une fois lieu de se plaindre que les enfants mis à sa disposition fussent « malingres et inutiles pour avoir déjà eu la variole ». Les circonstances de la traversée de l’Espagne aux Antilles étaient tellement éprouvantes pour les enfants que Balmis révisa les conditions d’admission à l’expédition ; il s’agissait dorénavant de procéder préalablement à un mûr examen afin de s’assurer non seulement que les enfants candidats n’avaient pas auparavant contracté la variole, mais aussi qu’ils jouissaient au moment de s’embarquer d’une robuste santé, leur permettant de supporter les vicissitudes d’un voyage en mer. Aussi Balmis, contraint de prendre en considération la réalité qu’il vivait, va-t-il au fil du temps arrêter d’autres conditions au recrutement des enfants ; ainsi notamment, s’il croyait au début du périple que le meilleur âge se situait entre cinq et huit ans, se ravisera-t-il sur ce point, constatant que les enfants trop jeunes étaient inquiets, manquaient de résistance aux longs voyages et que leurs mères ne les cédaient pas volontiers, si bien que dans la demande qu’il adressa au capitaine-général de l’île de Cuba, il sollicita des enfants qui fussent « sains et robustes, d’un âge entre 12 et 15 ans s'ils se peut, pour qu’ils résistent mieux aux altérations que cause la navigation ». En Amérique, pour que les enfants pussent participer à l’expédition, les parents, proches parents ou tuteurs devaient produire l’acte de baptême.
La sélection des enfants utilisés comme réservoir de vaccine fut une attribution « privative du directeur de la Royale Expédition » agissant en tant que représentant de la Couronne et chargé par celle-ci de réaliser cette mission prophylactique. Cependant, face aux pouvoirs locaux, l’autorité de Balmis devait se révéler fort réduite.

#### Conditions de transport

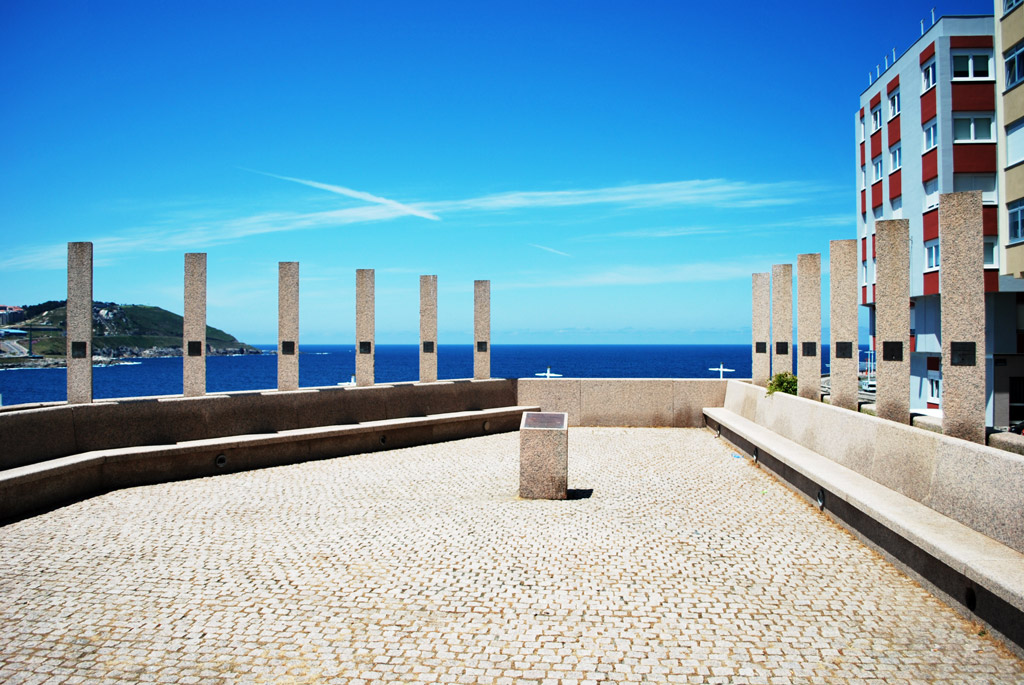
Petite esplanade jouxtant le musée d’anthropologie Casa del Hombre à la Corogne. Sur chacune des stèles qui la bordent est apposée une plaque portant le nom d’un des 22 enfants qui prirent part à l’expédition Balmis au départ de la Corogne.

La pénibilité de l’expédition ne résultait pas tant des effets physiques de la vaccination elle-même, que des ballottements de la navigation, à quoi s’ajoutait le changement de climat. Le passage d’un climat tempéré et humide en hiver, à un climat tropical mit à rude épreuve le bien-être des enfants, qui « ne supportent pas les pustules dans cet environnement aussi torride, et beaucoup souffrent de gastro-entérite, presque tous finissent pas être atteints de parasites ». 
Tant par terre que par mer, la vie quotidienne des enfants pendant le voyage fut très dure. C’étaient des enfants dont l’expérience de vie était très courte et se réduisait aux événements survenus entre les quatre murs de leur hospice. Leur âge dans aucun cas ne dépassait les douze ans. La traversée maritime fut traumatisante ; la majorité des enfants participants n’avaient jamais été en mer et souffrirent d’un mal de mer constant tout au long des trois mois que dura le voyage sur l’Atlantique. L’isolement était un autre facteur qui venait compliquer la traversée : les enfants déjà vaccinés devaient en effet être séparés des non encore vaccinés. S’y ajoutait le manque de références affectives et l’absence de références féminines, abstraction faite de l'intendante, laquelle certes connaissaient fort bien la réalité des enfants abandonnés.
L’alimentation que le contrat d’affrêtement du navire prévoyait pour les enfants était nettement inférieur à celle des adultes de l’expédition. À tout cela se conjuguaient les incommodités physiques provoquées par la vaccination bras à bras elle-même, notamment de forts maux de tête et l'éruption de pustules avec douleur picotante et suppuration. La mortalité chez les enfants vaccinifères était importante, non tant par la vaccine que par les conditions du voyage. Par ailleurs, Balmis aura l’occasion de se plaindre que les promesses faites de soigner les enfants de l’expédition, de les éduquer et de les pourvoir d’un emploi n’avaient pas été tenues.
De plus, dans le port de la Havane, alors que le contrat avec la corvette affrétée María Pita était arrivé à expiration, Balmis dut tenir compte que le prochain navire n’eût probablement pas le même confort ni la même capacité d’accueil que le María Pita, et les enfants recrutés par Balmis dans les villes de la Caraïbe ne purent pas tous être embarqués pour le Mexique, car l’étroitesse du vaisseau ne permettait pas d’en transporter en si grand nombre.

#### Difficultés de recrutement et d’hébergement en Amérique
En dépit des bonnes dispositions des expéditionnaires à leur égard, les enfants étaient considérés comme un lourd fardeau. Les autorités locales rechignaient à assumer la responsabilité de les nourrir, de les soigner, de les éduquer et de les vêtir, malgré les ordres explicites en ce sens contenus dans la circulaire du 1er septembre 1803. Le 4 janvier 1805, Balmis, dans une lettre, fit parvenir ses doléances au ministre José Antonio Caballero au sujet du traitement fait aux enfants vaccinifères en Nouvelle-Espagne et sollicita qu’ils fussent placés dans une institution publique parmi celles nombreuses qui existaient à Mexico.
Il était stipulé en effet dans cette circulaire : 

« qu’elles [les autorités locales] remettent au directeur les enfants dont on aura besoin, moyennant le consentement de leurs parents, en leur assurant qu’ils seront bien traités et recommandés aux gouvernants de l’outremer, afin que ceux-ci veillent à leur éducation et à leur installation. Il est demandé instamment qu’ils prennent soin de procurer l’hébergement à l’expédition aux frais du Trésor public, et celui qui ne voudrait pas leur faire cette grâce, aura à financer uniquement l’assistance et l’entretien des enfants et aucunement des commissionnés. »

À Porto Rico, la mésintelligence entre Balmis et les autorités locales se manifesta en particulier par des tensions lors du recrutement des enfants. Le 22 février 1804, le gouverneur de l’île informa Balmis qu’il disposait déjà « des enfants, mais qu’il n’avait pas été possible d’en trouver de l’âge précis de 8 à 10 ans que le directeur de l’expédition sollicitait ». Plus de la moitié des enfants étaient des enfants naturels, de père inconnu. Pourtant, Balmis ne choisira que deux enfants dans cette liste, bien que quatre enfants fussent nécessaires pour transporter la vaccine de bras à bras jusqu’à la Guaira, dans la capitainerie générale du Venezuela. Le 29 février 1804, Ramón de Castro remit à Balmis deux enfants encore, âgés entre 11 et 14 ans. Si ces enfants portoricains devaient normalement, une fois qu’ils auraient rempli leur mission dans l’expédition, rester « sous les soins du vice-roi du Mexique », il advint en réalité qu’ils retournèrent de La Guaira à leur île d’origine.
Nonobstant que l’offre de la Couronne pût apparaître fort avantageuse, les mères restaient réticentes à céder leurs enfants. Balmis note à propos de son expérience à Porto Rico : 

« J’ai rencontré beaucoup de résistance chez quelques mères à cause de la douleur de se séparer d’eux [des enfants], et parce qu’ils n’ont pas confiance dans le versement de la gratification, en raison de ce que le bureau des Finances royales les oblige à un va-et-vient incessant, et le pire est qu’on leur demande l’extrait de baptême de chaque enfant et qu’elles dépensent pour cela ce qu’elles n’ont pas. Il ne semble nullement aller dans le sens des idées du Souverain qu’à propos de quelques enfants l’on passe par pertes et profits la séparation d’avec leur mère et les désagréments auxquels ils seront exposés pour les buts tant recommandables de l’expédition ; sans mentionner que la divulgation de ces tracasseries fait concevoir aux autres mères peu de goût à offrir leurs enfants et leur inspire quelque méfiance envers les autorités appelées à intervenir en la matière. »

Sur l’île de Cuba, Balmis eut de la peine à trouver des enfants non encore vaccinés, par suite des campagnes de vaccination menées dans ce territoire antérieurement à l’arrivée de l’expédition. Pour la première fois, l’on se vit alors contraint de mettre à contribution des esclaves pour assurer le transfert de la vaccine. À cet effet, l’on acquit de leur propriétaire « trois négresses de Santiago de Cuba », donc des enfants de sexe féminin (des « niñas », fillettes), fait significatif, dont ce fut là la seule occurrence connue durant tout le voyage. Toutefois, trois enfants était un nombre insuffisant pour le transport du vaccin de l’île de Cuba vers le continent américain, et pour ne pas risquer une rupture de la chaîne de transmission, l’expédition emmena aussi un « jeune tambour du Régiment de Cuba ».
L’on est beaucoup moins bien informé sur le sort des enfants emmenés par Salvany pour les besoins de sa sous-expédition en Amérique méridionale. Salvany en effet a produit sensiblement moins de documentation que Balmis, et se montre surtout préoccupé des caractéristiques de la route que des quantités obtenues, ne consignant que les souffrances des enfants vaccinifères durant sa partie de l’expédition et s’abstenant de faire aucune allusion aux difficultés qu’il eût pu avoir pour se les procurer.

#### Traversée du Pacifique
Au Mexique, les parents renâclaient à prêter leurs enfants pour l’expédition vers les Philippines, dont les préparatifs étaient en cours. L’opinion publique avait en effet sujet à critiquer la situation dans laquelle étaient laissés « dans l’hospice de Mexico les jeunes petits galiciens qu’il avait fait venir d’Europe ». Balmis écrivit à ce sujet : « Les petits galiciens se trouvaient dans le plus grand abandon en dépit des fortes sommes qu’ils coûtaient mensuellement au Trésor, et sont traités avec la plus grande misère et le plus grand mépris ». Le directeur de l’expédition requit alors de « les placer sous la protection de l’archevêque, en logeant ceux d’âge plus élevé dans les séminaires sans émarger au Trésor ».
Balmis estimait que le nombre idoine d’enfants pour la traversée du Pacifique était de 24 ou davantage. Cependant, le recrutement d’enfants vaccinifères pour le voyage des Philippines apparut, de façon générale, comme le plus ardu de toute la campagne, et l’affrontement entre le directeur et le vice-roi du Mexique fut aussi le plus âpre de tout le périple. Privés de l’appui du vice-roi, les expéditionnaires tâchèrent de trouver les enfants là où ils purent, et réussirent finalement, au cours des 53 journées qu’ils passèrent à vacciner dans le nord de la Nouvelle-Espagne, à recruter les enfants nécessaires au voyage maritime d’Acapulco à Manille. On en réunit ainsi de différents endroits, la majorité des enfants provenant du nord de ce territoire. L’un des expéditionnaires quitta Guanajuato avec six enfants de 3 à 5 ans « mis à la disposition par le régent moyennant une gratification de 150 pesos, qu’il donna à leurs parents » et vêtus aux frais de l’évêque de la ville. Balmis, après moult demandes et requêtes, finit par obtenir de la part des intendants de Valladolid, Zacatecas, Fresnillo et Sombrerete les futurs petits porteurs de la vaccine, et « l’évêque de Guadalajara, Don Juan de la Cruz, envoya six enfants, qu’il habilla et équipa à ses frais ». Ce seront finalement 26 enfants mexicains qui mettront le cap sur les Philippines, plus le fils de l'intendante, qui n’était pas retourné en Espagne comme ses camarades galiciens et accompagnera sa mère à Manille.

#### Sort ultérieur des enfants
Balmis proposa la solution suivante pour les enfants vaccinifères : 

« Quant au destin des enfants espagnols à leur arrivée en Amérique et une fois achevées leurs vaccinations, il me paraît préférable de les renvoyer en Espagne par le premier bateau de la Marine royale qui se présentera, et ils pourront y être plus heureux si la piété du Roi leur octroie cinq ou six reales quotidiens jusqu’à ce qu’ils soient arrivés à devenir aptes à s’employer, plutôt que de les laisser en Amérique aux soins des Vice-rois, pour que ceux-ci leur dispensent leur éducation et entretien aux frais de S.M., car en plus de lui coûter quatre fois plus, ils ne bénéficieront jamais d’une bonne éducation, dans des pays aussi abondants de vices et où la jeunesse ingénue se perd avec grande facilité. »

Dans les faits, les enfants tarderont longtemps à retourner dans leurs foyers, du moins ceux qui retourneront. Ainsi p.ex., Balmis, dans une lettre au ministre José Antonio Caballero, sollicitera celui-ci de « prendre toute mesure opportune propre à restituer à leurs parents les enfants mexicains ».

### Structures sanitaires créées par l'expédition
Balmis, ayant à cœur de pérenniser les efforts de l’expédition, ne se borna pas à vacciner les populations, mais tâcha de faire en sorte que la vaccine pût continuer d’être utilisée par les générations futures. À cette fin, conformément au projet général de la campagne, et en accord avec les textes législatifs élaborés au fur et à mesure, il mit en place une organisation sanitaire très réglementée, structurée sur deux niveaux (les commissions centrales et subalternes de vaccination, en plus du niveau suprême, à savoir les chancelleries de Madrid), chargée d’une part de vacciner la population présente, et d’autre part de perpétuer (ou conserver) la vaccine en entretenant un réservoir vivant de lymphe vaccinale au moyen d’une chaîne ininterrompue d’individus nouvellement vaccinés, de neuf jours en neuf jours. Dans les villes et gros bourgs, où le nombre de naissances était suffisamment élevé, les enfants nouveau-nés devaient jouer ce rôle de réservoir ; ailleurs, l’on vaccinerait par contingents limités, ou bien la commission de vaccination la plus proche y acheminerait le vaccin périodiquement. Le règlement des commissions de vaccination préscrivait le bénévolat de ses membres, la gratuité de ses services, et des comptes rendus scientifiques réguliers. Balmis ne put empêcher que cette organisation ne dépérît bientôt, victime de l’attrition, de l’indifférence, et surtout des troubles liés aux guerres d’indépendance.

#### Planification et mise en place des commissions de vaccination
En Espagne existait un Office de santé publique (en esp. Junta de Sanidad), siégeant à la Cour. D’abord très centralisé, cette institution dut, pour faire face aux nécessités régionales, créer d’une part les commissions sanitaires supérieures (Juntas Superiores de Sanidad) provinciales, qui dépendaient de l’Office suprême, et d’autre part des commissions municipales, au sein desquelles les municipalités collaboraient avec le personnel médical et l’autorité ecclésiastique dans un but de préservation de la santé publique. Cette structuration générale à trois échelons servira ultérieurement de modèle aux commissions de vaccination.
L’Office suprême était chargé de « coordonner un système de prévention maritime et terrestre ». Il établissait notamment des réglements stricts propres à assurer la sécurité sanitaire du commerce maritime et régissant les expéditions et la délivrance des patentes de navigation. S’y trouvaient définies les formes dans lesquelles les maladies épidémiques devaient être déclarées par les ecclésiastiques et les médecins aux Commissions sanitaires dont ils dépendaient, qui à leur tour, après avoir constaté l’ampleur de ces épidémies, en donnaient avis à l’Office suprême. Celui-ci devait ensuite statuer sur la nécessité de cerner par la troupe les villages touchés ou de fermer tel port, pour prévenir la propagation de la maladie.
Les commissions, ou comités (en esp. Juntas), de vaccination furent d'abord créées en Europe, puis introduites en Espagne. Leur mise sur pied était motivée par la nécessité de conserver, diffuser et perpétuer le fluide vaccinal anti-variolique dans l’ensemble de l’Empire espagnol. Aux termes de la réglementation, la responsabilité de la diffusion et de la perpétuation de la vaccine incombait en Amérique à une Junta Central de la Vacuna (Commission centrale de vaccination), qui « sera établie dans chaque capitale de province d’Amérique, avec le titre de San Carlos ». 
La mission de l’expédition Balmis était de trouver les voies et moyens permettant la diffusion la plus rapide et la plus ample possible de la vaccine. À cet effet, la chancellerie de la Couronne édicta des textes réglementaires définissant la formation des commissions de vaccination ; en particulier, la circulaire émise le 1er septembre 1803 disposa que « dans toutes les capitales, ainsi que dans les villages principaux du transit, les expéditionnaires devaient résider le nombre de journées nécessaire à communiquer (c.-à-d. administrer, NdT) aux naturels et habitants le fluide vaccinal gratuitement, enseigner la pratique de l’opération de vaccination au personnel médical et à toute autre personne qui désirerait mettre à profit l’occasion offerte pour s’y initier ». Si en principe, chaque membre de la Royale Expédition était habilité à fonder les Commissions, dès lors qu’il y aura été commissionné, c’est dans les faits Balmis lui-même qui la plupart du temps se chargea de les mettre sur pied ; en Amérique méridionale, c’est au sous-directeur Salvany que revint cette tâche.
La première Junta de Vacuna fut établie à Tenerife, dans une maison privée, et avait pour objectif la conservation perpétuelle et la communication du fluide aux naturels de l’archipel des Canaries. Le personnel médical de l’expédition mit au point, à l’usage de cette première commission, un règlement administratif, qui fut complété ensuite par le commandant général des îles, puis finalement soumis à l’approbation royale. Ce règlement se composait de deux parties, l’une économique et l’autre médicale. La première fixait le financement, les obligations en matière d’heures d’ouverture, les comptes rendus à remettre régulièrement. La partie médicale disposait notamment que « les vaccinations soient périodiques, et administrées à seulement trois ou quatre personnes à la fois » ; comme la durée de maturation du pus vaccinal chez un vacciné était estimée à neuf jours, il en découlait que « chaque mois ne devaient être exécutées que trois vaccinations chez 9 ou 12 personnes » ; les bénéficiaires de ces vaccinations devaient être des enfants nouveau-nés, toutefois, à défaut, l’on pouvait vacciner des enfants et personnes d’âge plus élevé ; le fluide devait se transmettre de bras à bras, en plus d’être conservé dans des ampoules de verre ; le personnel médical devait tenir registre d’éventuels phénomènes nouveaux et d’anomalies chez chaque individu inoculé « dans le but d’établir des précautions pour le futur ». Les chirurgiens du Roi, appelés à évaluer ce règlement, émirent un avis positif le 5 avril 1804 ; l’approbation vint ensuite sous la forme d’un Ordre royal en date du 21 avril de la même année. Un mois plus tard, le 25 mai, le Comité supérieur de médecine (Junta Superior de Medicina) disposa que le règlement des Canaries eût à être généralisé à toutes les capitales. 
L’Ordre royal daté du 1er octobre 1804 à San Lorenzo énonçait : 

« Le Roi décide que dans tous les hôpitaux une salle soit destinée à conserver [le fluide] et à le communiquer à quiconque se présentera pour jouir de ce bienfait, et cela gratuitement aux pauvres, en pratiquant aujourd’hui les opérations, périodiquement et par groupes successifs, chez un petit nombre de personnes en proportion du nombre ordinaire de naissances dans chaque capitale. »

Un des motifs de la mise en place des commissions de vaccination était le souci « de ne pas susciter dans le public une opinion défavorable à la vaccination ». Pour prévenir le rejet de la vaccination par les populations, on s’efforçait de la dissocier de l’idée de maladie. Ces commissions devaient donc autant que faire se peut être installées dans une maison spécialement destinée à cette fin, qui « devait avoir sur la porte un écriteau brillant annonçant Casa de Vacunación Pública », et « dès le début, il ne conviendra d’aucune manière que les hôpitaux, hospices et orphelinats servent de dépôt à ce précieux préservatif ». La maison destinée à accueillir la commission de vaccination et où les inoculations seraient effectuées devait « être située dans le centre de la ville, et être très commode et décente, afin que le public s’y rende sans la moindre gêne pour recevoir le bénéfice qui lui sera dispensé gratuitement ». Les commissions de vaccination s’associèrent souvent aux paroisses, attendu que jusqu’en 1869, c’était là que se trouvaient alors les seuls registres de naissances, à savoir les livres de baptême. 
Une fois installées, les commissions de vaccination décidaient du mode de distribution de la vaccine et des moyens humains et matériels à mettre en œuvre pour la diffuser dans les différents territoires. Ensuite, l’on réalisait les vaccinations, tout en sélectionnant et formant de nouveaux vaccinateurs. Enfin, on distribuait le vaccin aux endroits où il faisait défaut.

#### Missions, organisation et organigramme des commissions de vaccination
Les commissions de vaccination s’inscrivaient dans le réseau complexe et interconnecté des commissions sanitaires, dont l’instance suprême siégeait à la Cour. De celle-ci dépendaient les commissions centrales (Juntas Centrales), implantées, en Espagne même, dans les capitales de province et, en Amérique, dans les capitales hébergeant une Real Audiencia. À ces Juntas Centrales ressortissaient à leur tour des antennes plus locales dénommées commissions subalternes (Juntas Subalternas), établies dans les villes les plus peuplées des différents territoires.
Dans l’Espagne bourbonnienne, des difficultés naissaient parfois de la généralisation contrainte d’attitudes et d’actions décidées par un pouvoir centralisé peu enclin à prendre en compte les diversités régionales de territoires aussi différents entre eux que pouvaient l’être ceux qui composaient l’Empire espagnol au début du XIXe siècle. La Junta Suprema transmettait ses ordres aux commissions provinciales, et celles-ci surveillaient les locales. Selon l’opinion des auteurs Mariano et José Luis Peset, « tout paraissait fonctionner avec rigidité et dureté, avec toutes sortes de précautions ». 
L’une des tâches essentielles des commissions de vaccination était la production de documents propres à sensibiliser la population à la pratique de la vaccination. Sur ce plan, la commission de Madrid se montra très active, grâce en particulier au rôle joué par la figure d’Ignacio María Ruiz de Luzuriaga, secrétaire de l’Académie royale de médecine dans les années 1800-1808. La branche madrilène de ladite académie s’employa notamment, en particulier aux mois de mai et juin 1804, à préparer une série de traductions de traités sur la vaccine provenant de Londres. Un des documents les plus significatifs par sa précision, structuration et clarté est un rapport sur « les moyens les plus opportuns pour propager promptement la découverte prodigieuse de la vaccination », qui contient, articulé en 11 points, les directives essentielles pour la diffusion de la vaccine ; le travail préventif contre la variole devait incomber principalement aux commissions de vaccination.
Les commissions centrales de vaccination furent instituées par Ordre royal du 21 avril 1805 ; ces Commissions royales philanthropiques espagnoles de vaccination (Reales Juntas Filantrópicas Españolas de Vacunación) étaient appelées à être « des corporations composées des plus hautes autorités militaires, civiles et ecclésiastiques, conjointement avec les citoyens désireux de s’engager à titre volontaire, avec l’obligation nécessaire d’en être des membres dûment attitrés, avec messieurs les curés de paroisse et avec les professeurs de médecine et de chirurgie ». Le but de leur création était aussi de permettre à la Commission suprême de rester en relation avec les territoires américains, de leur faire parvenir ses instructions et de disposer d’un support pour le retour d’expérience :

« À partir de cette époque, la Real Junta commença à prendre connaissance de l’état de l’expédition maritime, engageant une correspondance avec les vice-rois, capitaines généraux et gouverneurs des deux Amériques, et par là même commença à recevoir les instructions des lieux qui par leur distance étaient les plus accessibles, la même chose se produisant dans la Péninsule, afin de pouvoir être renseignée fondamentalement de tout, et de donner avis à S.M. des résultats de la vaccination, tout en indiquant les moyens les mieux éprouvés de perpétuer ce préservatif, jusqu’à l’extinction de la contagion variolique. »

Selon le règlement de février 1807, les commissions devaient se composer de deux protecteurs, l’un laïc, en la personne du gouverneur ou du capitaine général, et l’autre ecclésiastique, en la personne de l’évêque « là où il s’en trouvera » ; à ces protecteurs venaient s’ajouter huit sociétaires (socios), « ecclésiastiques autant que laïcs, qui auront le plus fait montre de zèle patriotique et seront des membres dûment attitrés » . Il était recommandé que l’alcade du cabildo et le procureur général en fissent partie. Les aspects médicaux seront de la compétence de deux médecins, dont un assumera les fonctions de secrétaire et se chargera des questions scientifiques ; tous deux auront à faire rapport des variations et évolutions survenues chez les vaccinés et feront le compte rendu des réunions de la commission. La mission des commissions centrales était essentiellement de veiller à ce que la campagne vaccinale se poursuivît en s’étendant sans décroître et que la lymphe fût conservée efficacement.
Les commissions centrales dépendaient du pouvoir civil et de l’autorité ecclésiastique. Étaient appelées à s’y intégrer des personnalités ayant fait la démonstration de leur intérêt spécial pour le bien-être public ; de ce dernier groupe devaient être issus le président, dont la charge était honorifique, et le secrétaire, qui devait prendre soin de la correspondance avec les différentes provinces. Il était recommandé qu’un médecin s’occupât de contrôler la qualité des vaccinations, lesquelles devaient rester gratuites. La commission était tenue de réexaminer les vaccinés une semaine après pour évaluer leur lymphe en vue de nouvelles vaccinations, en offrant à l’occasion aux plus pauvres une petite gratification économique. Les membres des commissions de vaccination ne toucheraient aucune rémunération réglementaire, compte tenu qu’ils étaient censés collaborer à une entreprise philanthropique et humanitaire, — en effet : « attendu que cette occupation d’honneur s’exerce au bénéfice de la Patrie et de la santé publique, pour laquelle chacun doit se plaire à consentir quelque sacrifice, il n’y aura ni solde ni gratification quelconque pour messieurs les sociétaires ». C’était là sans doute la raison pour laquelle il était recommandé de renouveler annuellement une moitié des membres, afin de maintenir l’enthousiasme et de ne pas faire s’épuiser les ardeurs. La réalité cependant fut que quelques membres, considérés essentiels dans l’organigramme de la commission, tels que les médecins, percevaient un salaire.
Les commissions de vaccination auraient à tenir une réunion « une fois par mois, aux heures qui conviendront le mieux pour procéder à l’examen, au dénombrement et à la constatation de l’état des vaccinés de la semaine précédente », réunion dont le médecin secrétaire serait chargé de rédiger les minutes. Le secrétaire d’autre part donnerait avis « des différents faits et événements relatifs aux villages de la Province dans lesquels il serait nécessaire que soit apportée la vaccine ou que leurs médecins respectifs s’y rendent [dans la maison de vaccination] à l’effet de s’y instruire dans la nouvelle pratique et de pouvoir la propager avec efficacité et bonheur ». Une semaine avant la tenue des réunions de la commission, il y avait lieu de mener la séance de vaccination publique en quelque local des maisons consistoriales ou du palais épiscopal, compte tenu que ces deux édifices étaient sis dans le centre de la ville et les plus aptes à neutraliser la résistance des parents, réticents à conduire leurs enfants se faire vacciner dans les hôpitaux, hôtels-Dieu et hospices d’enfants trouvés ; ledit local devait être « décent et commode pour les vaccinations publiques et pour permettre à la commission d’y tenir ses conférences ». Le concierge attitré de la commission aurait à se charger « de tenir les listes de ceux qui ont été vaccinés, en consignant leurs noms, âge et sexe ou ceux de leurs parents, rue, immeuble et lieu de résidence », et d’assurer la propagande des séances de vaccination publique en apposant les affiches « aux endroits habituels, annonçant au public le jour et l’heure où ils devaient se présenter pour être vaccinés, en même temps que les vaccinés de la semaine précédente ».
Quant aux modes de financement, ils apparaissent très variés et adaptés à chaque réalité territoriale. La plupart des commissions centrales, désireuses de refléter la générosité du monarque, « avaient pour base principale d’exempter les villages de toute espèce de grèvement, y compris de la nécessaire gratification des vaccinateurs ». Les réalités locales exigeaient pour le bon fonctionnement que toute bureaucratie soit évitée autant que possible ; ainsi imagina-t-on, pour les besoins des commissions centrales, une série de plans de financement qui permettraient de se soustraire à la nécessité de soumettre tout mouvement financier à l’approbation préalable de la Couronne. Andrés Bello, secrétaire de la Commission centrale de Caracas, proposa trois sources de financements pour couvrir ses frais éventuels : premièrement, la contribution immédiate de la part des bénéficiaires, en « permettant que soit perçue une gracieuseté pour chaque opération, mais en en exemptant les pauvres » ; deuxièmement, « ouvrir une souscription de contributeurs » ; enfin, émarger les frais engendrés au budget annuel des fonds municipaux et des caisses de communauté. Quant aux activités de distribution de la vaccine dans des zones éloignées, activités qui présentaient un caractère inhabituel et entraînaient des frais hors de l’ordinaire, elles pourraient se financer « si le gouvernement jugeait approprié d’imposer sur les divertissements et spectacles publics quelques prélèvements en faveur d’une branche qui intéresse tant l’humanité ». Toutes ces modalités de levée de fonds concourraient à « diminuer la mise à contribution des citoyens et de leurs fonds communs, et à multiplier les ressources de la commission ».
Les missions des commissions centrales furent formulées par Balmis lui-même, entre autres la tâche suivante :

« À charge de cette commission était la conservation du fluide vaccinal dans une maison signalée à cet effet, sous une inspection immédiate, et dans laquelle devait se trouver en permanence l’un des quatre enfants qui naissaient quotidiennement dans cette ville. Elle prenait soin en outre d’apporter le fluide dans les zones où celui-ci était nécessaire, et de prendre les mesures opportunes pour conserver cet établissement. »

Les garants ultimes de la réussite de la campagne de vaccination étaient le personnel médical local. L’expédition ne se bornait donc pas à vacciner, mais s’attelait aussi à former les médecins du lieu, acteurs essentiels pour la perpétuation et diffusion du fluide vaccinal. 
Dernier échelon de l’organigramme, les commissions subalternes de vaccination furent créées entre autres « dans le but d’éviter que par quelque inadvertance ou omission [le fluide] ne vienne à se perdre dans la capitale ». Ces commissions, dont la raison d’être était la généralisation de la vaccination dans l’ensemble des territoires d’une région géographique donnée, devaient être mises en place dans tous les « chefs-lieux de partido », chacune « sous la protection et direction de la Junta Central », et l’aire de compétence (district) de chaque commission « comprendra les villages majeurs et mineurs qui en vertu du découpage civil ont été agrégés à la municipalité respective ». Elles seront composées du « curé de paroisse, du sous-délégué, de l’administrateur des impôts, du professeur de médecine ou de chirurgie s’il se pourra, et des citoyens les plus distingués, conjointement avec le gouverneur des indes ». À ce comité directeur viendront se joindre quatre ou six membres que l’on désignera « d’entre les premiers sujets de la société civile, en préférant ceux se distinguant non seulement par leur milieu d’origine, mais aussi par leur patriotisme et leur savoir ». Ces commissions, dont tous les membres se devaient d’user de leur influence pour favoriser la propagation de la vaccine, devaient être le fidèle reflet des commissions centrales et étaient tenues de leur rendre compte.
L’objectif premier et la principale responsabilité des commissions subalternes étaient de pourvoir les populations sous leur ressort de « la présence du fluide, à l’effet de quoi elles s’appliqueront à former une expédition au coût le plus faible possible pour le transporter au départ du lieu le plus proche », et cela par ramifications successives. Les commissions subalternes seront approvisionnées en fluide vaccinal chaque fois que besoin et devront se préoccuper de deux aspects importants : l’un, aviser d’avance aux moyens de perpétuer le fluide vaccinal dont elles ont la charge ― quoiqu’il leur fût recommandé de pratiquer à cet effet des « vaccinations publiques de neuf en neuf jours » — ; l’autre, prévoir les moyens nécessaires « pour obtenir que toutes les personnes qui en auraient besoin viennent se faire vacciner, et pour pouvoir établir une circulation opportune et active du fluide dans les villages circonvoisins », en ayant soin qu’il y eût une proportion adéquate entre le nombre des naissances et celui des vaccinés. L’unique condition posée aux commissions subalternes dans leur action était de consulter préalablement la Junta Central. La liaison des commissions subalternes avec la Junta Central s’établissait à travers les livres d’actes et les rapports à remettre tous les mois au secrétaire de la commission centrale, rapports assortis d’« un répertoire des personnes vaccinées pendant ce temps, en distinguant le nombre de blancs et de gens de couleur ».

#### Déploiement des commissions de vaccination
Les commissions de vaccination n'étaient pas identiques d’un bout à l’autre de l’Empire espagnol, mais étaient portées à s’adapter, d’abord aux disparités régionales, puis aux différences de population. Dans chaque ville, les commissions de vaccination connaîtront chacune leur processus historique propre et tendront à s’ajuster à la réalité dans laquelle elles évoluaient. Elles s’intégraient à des structures locales existantes — associations de caractère culturel ou économique, que pouvaient être aussi les centres économiques ou culturels des plus grandes villes d’outremer —, qui leur servaient de plate-forme et leur fournissaient des infrastructures et du personnel.
Les commissions avaient pour tâche d’apporter, à intervalles réguliers, la vaccine dans celles des localités de leur zone de compétence « où il n’était pas possible de la conserver de façon pérenne à cause de leur population limitée ». Pour accomplir cette diffusion, deux possibilités s’offraient : soit on transportait périodiquement le fluide vers ces territoires (en utilisant des enfants comme transporteurs vivants), soit la population concernée se déplaçait vers des localités proches qui détenaient la vaccine. Un choix judicieux entre ces deux modalités supposait une connaissance des particularités et des besoins de chaque région, rendant d’importance vitale la communication entre les différents zones. En tout état de cause, la distribution du fluide vaccinal était risquée, et ce risque augmentait en proportion directe de la distance ; un autre élément susceptible de faire perdre ses vertus à la lymphe était, outre l’éloignement, le picotement qui accompagnait les lésions cutanées et qui incitait les enfants à détruire les grains porteurs de vaccine. Un autre élément encore était l’aspect repoussant des lésions qui contribuait à la résistance contre la vaccination ; on craignait les lésions des personnes vaccinées, ou que ces dernières eussent aussi d’autres maladies contagieuses. 

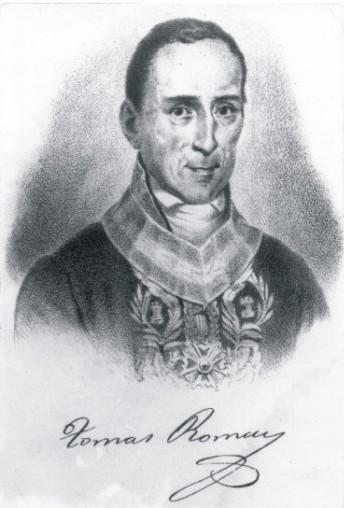
Le Dr. Tomás Romay avait vacciné une grande partie de la population cubaine contra la variole dès avant l’arrivée de l’expédition Balmis.

Bien que la circulaire de septembre 1803 prescrivît la création de commissions de vaccination dans tous les territoires où passerait l’expédition Balmis, il est quelques lieux desservis par l’expédition où il n’en fut pas créé ; aux Canaries p.ex., la mise en place d’une commission de vaccination ne fut pas menée à son terme, peut-être par manque d’expérience ou d’ordres officiels en ce sens. Cependant, à la suite de l’essai canarien, les expéditionnaires parsèmeront la plupart des territoires qu’ils parcourront de Juntas de Vacuna, lesquelles se développeront et produiront des résultats dans une mesure qui variait selon la zone géographique et était fonction de l’esprit général, de la proximité ou non de centres sanitaires importants, de l’enthousiasme des autorités locales, et des capacités économiques des sympathisants de la vaccination. 
La commission de vaccination de Caracas, établie en avril 1804 durant le séjour de l’expédition dans le territoire de la capitainerie générale du Venezuela, figura comme modèle de toutes celles fondées sur le territoire américain. D'emblée, elle se composa de l’évêque ou de l’archevêque du diocèse, de l’intendant de l’armée et de celui des finances royales, du président de la Audiencia royale, et d’un certain nombre de membres désignés parmi les « personnes décorées et distinguées issues de la société civile ayant fait montre d’amour pour le bien public », un nombre de « professeurs de médecine et de chirurgie, qui observent et font observer un mode de vie stable, inaltérable, et capables de remplir un objectif aussi salutaire », et enfin de deux secrétaires. Lors d’une réunion du cabildo tenue le 13 novembre 1804, il fut décidé d’instituer la Junta Patriótica de Caracas, comité qu’avait suscité « le zèle ardent en faveur de la santé » et qui aura son siège à l'hôtel de la Monnaie (Casa de la Moneda). Le 10 juin 1805, le cabildo disposa que non seulement les dépenses de la Junta Central, mais également celles liées à l’accueil et à l’hébergement de la Royale Expédition, « devraient être prises en charge en proportion par toutes les municipalités de la province ayant généralement bénéficié ou bénéficiant de ce bienfait ».
Dans les Antilles, le centre sanitaire le plus important fut la commission de vaccination de Cuba. Cette Junta de Vacuna, qui avait pour objectif de préserver et diffuser le fluide vaccinal sur l’île, s’associa avec la Sociedad Económica de La Habana, laquelle nommera, en signe de gratitude, Balmis au rang d’« individu parmi les siens, au titre de professeur éminent ». Sur le plan de son fonctionnement, la Junta cubaine se modela sur le règlement élaboré pour Caracas. Le médecin qui eut la plus grande part dans le travail accompli par cette commission fut le Dr. Tomás Romay. Des commissions subalternes furent mises en place dans les villes de Trinidad, Villa de Santa Clara, Santiago de Cuba et Puerto Príncipe (ancien nom de Camagüey). La commission de la Havane avait ceci d’original qu'elle s'était incorporée à la Sociedad económica de Amigos del País.
La commission de vaccination de Lima représente un autre cas extraordinaire encore. Le 1er juillet 1806, le vice-roi Abascal, se joignant à l’enthousiasme populaire, décréta la fondation de la Junta Conservadora del Fluido Vacuno, instituée définitivement en octobre 1806, et investie de la même mission de conserver et diffuser le fluide vaccinal. Dans les capitales de province furent ensuite mises en place les Juntas Correspondientes, nom donné au Pérou aux commissions subalternes de vaccination. Il revint au cabildo de choisir le bâtiment où s’effectueraient les vaccinations, et dont « les pièces seraient ameublées avec la décence convenant au but de son affectation, avec quatre lits, des livres, des armoires, un valet pour garder les bambins », et de décider du financement sur deniers publics. Dans chaque district fut nommé un inspecteur de vaccination, chargé de superviser les opérations. En outre, « les prélats des couvents commettront les religieux qui auront à désigner un tiers des individus de chaque couvent pour effectuer [la vaccination] ». Les commissaires de quartier des villes et les gouverneurs devaient « rendre compte des enfants vaccinés ».

#### Destin des commissions de vaccination
Malgré l’enthousiasme initial, la campagne ne réussit pas à mettre un terme aux épidémies de variole. Dans les territoires espagnols d’outremer, la vaccination connut de nombreuses complications et des problèmes persistants après le passage de l’expédition Balmis. Certes, l’expédition ne quitta chaque territoire visité qu’après y avoir installé une commission de vaccination, mais l’isolement géographique des villes de l’intérieur et l’indolence de la population firent que les réalisations de l’expédition perdaient peu à peu de leur efficacité. Trois ans après le départ de l’expédition, l’état dans lequel se trouvait la vaccination conduira Balmis à se lamenter « des lents progrès, voire du discrédit de la vaccine dans la presque totalité des provinces d’Espagne, selon ce qu’il a observé à son retour ».
Avant que les expéditionnaires ne s’en reviennent de leur périple, une Cédule royale, en date du 21 avril 1804, disposa que devait être réservée à la pratique de la vaccination « une salle dans chaque hôpital de toutes les capitales de province ». La fonction de cette salle était de faire en sorte que « le fluide frais se conserve perpétuellement et soit administré, doté de toutes ses vertus, à quiconque se présenterait, et ce par voie d’opérations périodiques, qui devront s’effectuer par contingents, de bras à bras, chez un petit nombre de personnes, en proportion du nombre ordinaire des naissances dans ces mêmes capitales ». Ces centres sanitaires allaient aussi se convertir en centres de distribution du vaccin. 
Devant les difficultés éprouvées par les commissions de vaccination dans l’accomplissement de leurs tâches, Balmis proposa en 1813 de créer la fonction d’inspecteur de vaccination, « chargé de veiller à l’exécution des mesures et des dispositions prises pour la conservation et la diffusion du fluide, et de recueillir les informations et les données pouvant contribuer à établir l’Histoire de la vaccination dans les deux hémisphères », proposition qui toutefois ne fut pas mise en œuvre.
En 1814, dix ans après le départ de l’expédition, l’on s’employait encore, dans les chancelleries de Madrid,  à tenter d’améliorer le projet. C’est dans ce sens qu’un rapport fut demandé au Dr. Félix González, médecin de la Chambre de Charles IV, qui rédigera à ce titre un important travail de recherche de plus d’une centaine de pages, intitulé Discurso médico-político sobre el Estado de abandono en que se halla la práctica de la vacuna, y los medios que pudiéramos emplear en España para hacerla permanente, hasta la extinción del contagio de la viruela (soit : Discours médico-politique sur l’état d’abandon dans lequel se trouve la pratique de la vaccination, et les moyens que nous pourrions employer en Espagne pour la rendre permanente, jusqu’à l’extinction de la contagion de la variole). Dans l’opinion du Dr. González, « les mesures prises pour diffuser et perpétuer la vaccine ont été faibles, parce que la préoccupation générale, fondée sur l’amère mémoire que la variole a été l’infaillible interruptrice de la vie de quelques-uns de leurs enfants, a engendré la répugnance et l’horreur envers tout ce qui tend à la faire venir dans leurs maisons ». Il proposa de renforcer les structures sanitaires et affirma que « nous nous voyons obligés de créer, dans toutes les villes, bourgs et villages d’Espagne, des commissions et comités philanthropiques de vaccination, composés de leurs autorités, citoyens, curés de paroisse et médecins ».